# Brazília
A Brazil Szövetségi Köztársaság (portugálul: República Federativa do Brasil) Dél- és Latin-Amerika legnépesebb és legnagyobb kiterjedésű országa.
Fővárosa Brazíliaváros, és legnagyobb városa São Paulo. 26 állam szövetségéből és egy szövetségi kerületből áll, ami magában foglalja a fővárost. A világ legnagyobb területű és az amerikai kontinens egyetlen olyan országa, ahol a portugál a hivatalos nyelv. A múltjának köszönhetően kulturálisan és etnikailag sokszínű nemzet. A hetedik legnépesebb ország, a katolikus országok között a legnépesebb, továbbá (az USA mögött) a Föld második legnagyobb keresztény nemzete.
Délen Uruguayjal, délnyugaton Argentínával, Paraguayjal és Bolíviával, nyugaton Peruval és Kolumbiával, északon Venezuelával, Guyanával, Suriname-mal és Francia Guyanával (vagyis kettő kivételével az összes dél-amerikai állammal), valamint északkeleten, keleten és délkeleten mintegy 7500 kilométer hosszan az Atlanti-óceánnal határos.
Az ország területének jelentős részét fedi le a hatalmas trópusi esőerdőt magában foglaló Amazonas-medence, amely változatos élővilágnak, sokszínű ökológiai rendszernek és kiterjedt természeti erőforrásoknak ad otthont, számos védett élőhelyen. Az egyedülálló környezeti örökség miatt Brazília a 17 legváltozatosabb élővilággal rendelkező ország közül az első helyen áll, és jelentős globális érdeklődés tárgya, mivel az olyan folyamatok által okozott környezetromlás, mint az erdőirtás, közvetlen hatással van az olyan globális problémákra, mint az éghajlatváltozás és a biológiai sokféleség csökkenése.
Brazília regionális és középhatalom. Feltörekvő gazdaságnak és újonnan iparosodott országnak tekintik, ahol viszont jelentős a korrupció, a bűnözés és a társadalmi egyenlőtlenség. A világ egyik legjelentősebb gabonatermelője és legfontosabb kávétermelője.
Az alábbi nemzetközi szervezeteknek a tagja: ENSZ, G20, BRICS, MERCOSUR, Dél-amerikai Nemzetek Uniója, Amerikai Államok Szervezete, Kereskedelmi Világszervezet, Portugál Nyelvű Országok Közössége.

## Etimológia
A "Brazília" szó valószínűleg a portugál brazilfa szóból származik, amely egykor a brazil partok mentén bőven nőtt.
A portugál nyelvben a brazilfát pau-brasil-nek nevezik. A tudományos nevét 1785-ben Jean-Baptiste Lamarck adta: Caesalpinia echinata.
A fa vöröses színű festékanyagot tartalmaz. A brasa szó a fából nyerhető festék színét jelenti.
A föld hivatalos portugál neve az eredeti portugál feljegyzésekben a "Szent Kereszt földje" (Terra da Santa Cruz) volt, de az európai tengerészek és kereskedők egyszerűen csak a "Brazil földje" néven nevezték (Terra do Brasil) a brazilfa-kereskedelem miatt. A népszerű elnevezés elhomályosította, és végül kiszorította a hivatalos portugál nevet.
Egyes korai tengerészek a "papagájok földje" néven is nevezték.

## Földrajz
Észak-déli kiterjedése kb. 4500 km és kb. 7500 km-es partszakasszal érintkezik az Atlanti-óceánnal. Az ország legmagasabb pontja a venezuelai határhoz közel emelkedő Pico da Neblina (2994 m).
A dél-amerikai kontinens keleti, illetve központi részét foglalja el. Felszíne mégsem mutat nagy változatosságot, két tájegysége az Amazonas-medence és a Brazil-felföld.
- Az Amazonas-medence mintegy 3500 km hosszú és 2000 km széles síkság a Guyanai-hegyvidék és a Brazil-felföld között. A szárazföld belsejében szélesebb, az Amazonas torkolatában szűkül.
- A Brazil-felföld 2000 méter magasságig kapaszkodó hegyek és fennsíkok, platók rendszere. Magassága a parttól a kontinens belseje felé csökken. Legmagasabb csúcsa a Pico da Bandeira (2884 m).

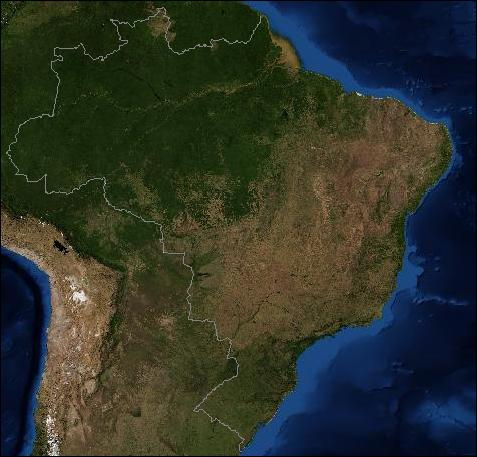
Műholdas kép

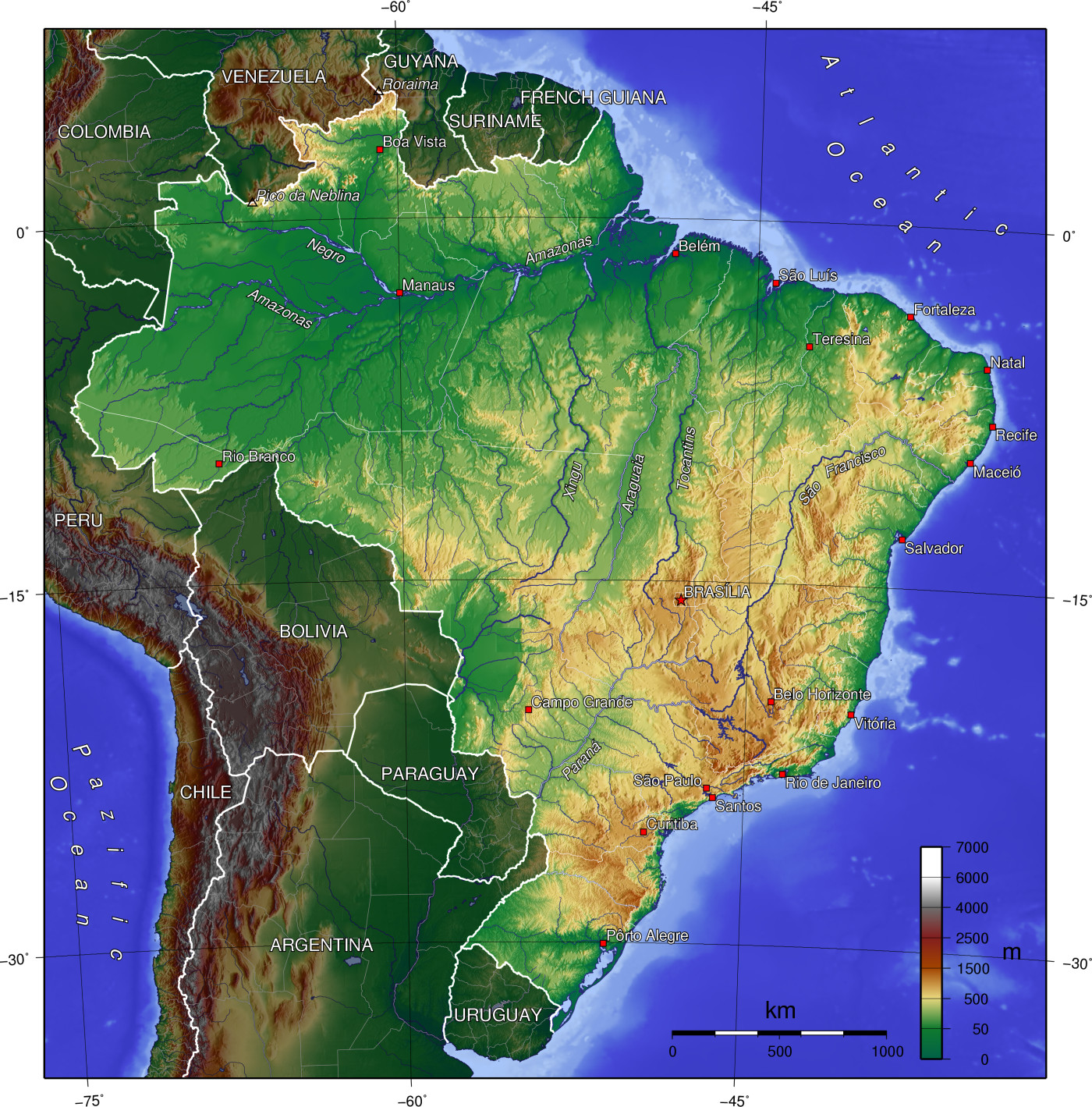
Domborzati térkép
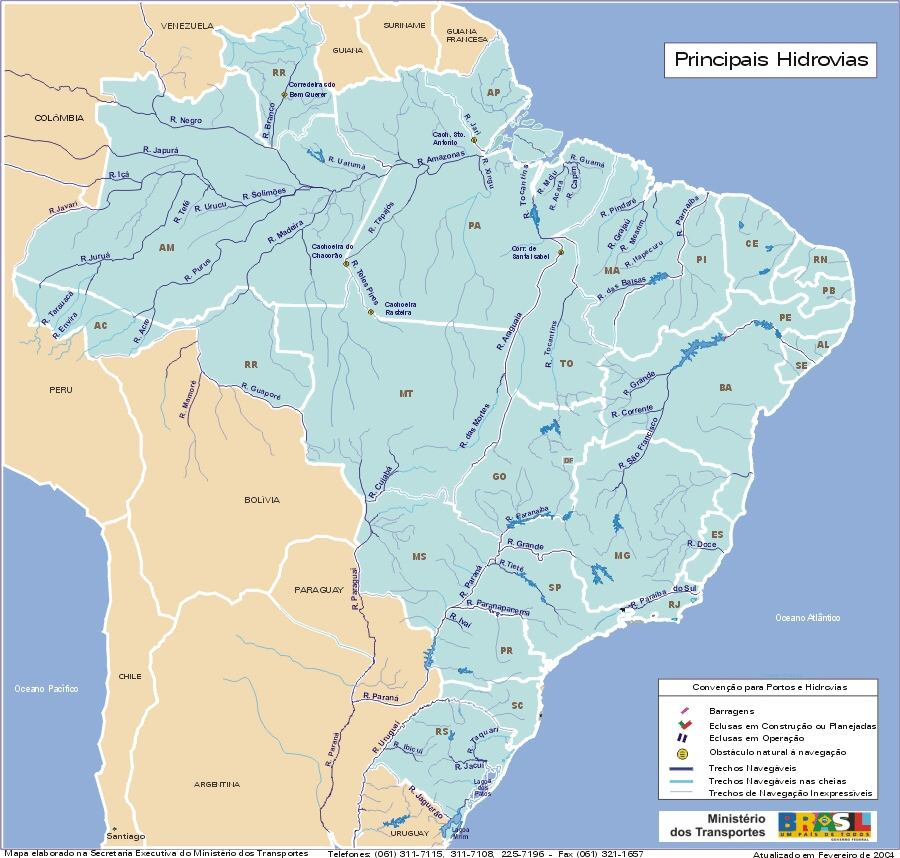
Fő folyók
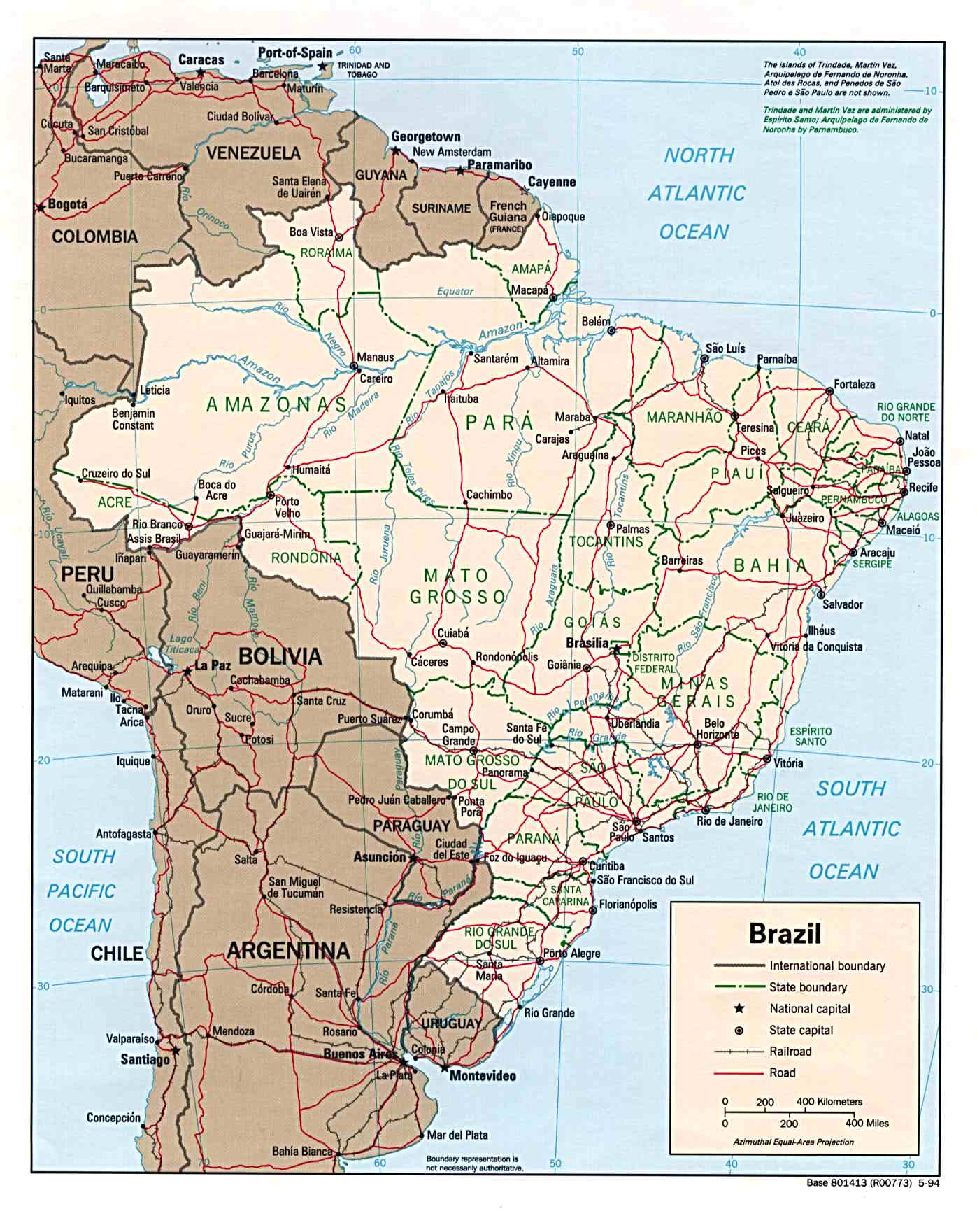
Fő közlekedési utak és városok
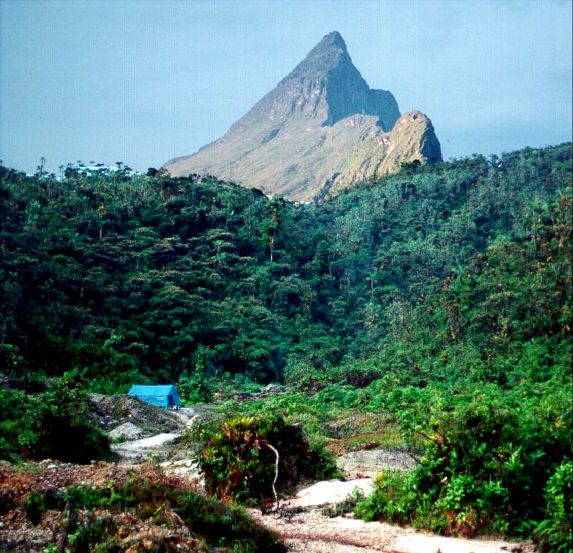
Pico da Neblina, az ország legmagasabb pontja
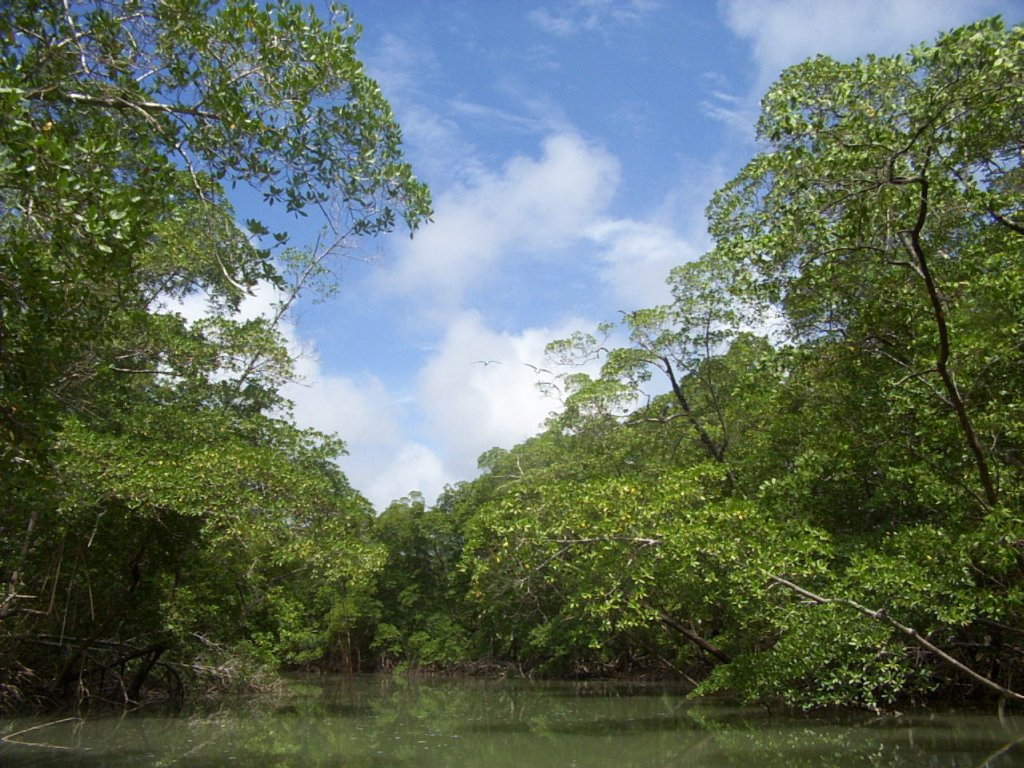
Folyó az Amazonas-medence őserdejében

### Vízrajz
Leghosszabb folyók:
- Amazonas – 6992 km[17]
- Paraná – 4700 km
- Purus – 3300 km
- São Francisco – 2900 km
- Araguaia, Tocantins, Rio Negro, Madeira stb.

Az ország nagy kiterjedése és nedves éghajlata következtében bő és kiterjedt folyó- és vízrendszerhálózattal rendelkezik. Brazíliában találhatjuk bolygónk legnagyobb folyóvízrendszerét. 8 folyóvízrendszer található Brazíliában, melyek közül a legfontosabbak: az Amazonas északon, a São Francisco a középső területen és a Paraguay, Uruguay és Paraná rendszerek délen.
Az Amazonas folyó vízgyűjtő területe a világon a legkiterjedtebb. 5 800 000 km²-t ölel fel, melyből 3 904 392 km² a brazil földön található. A vízgyűjtő fő folyója Peruban ered, ahol Vilcanotának, majd Ucaiali-nak, Urubambanak, később pedig Marañonnak nevezik. A brazil határt átlépve a Solimőes nevet kapja, míg a Negro - a „fekete” - folyóval Manaus város közelében össze nem folynak. Ezután az Atlanti óceánba való torkolatig az Amazonas nevet viseli. A forrástól az óceánig 6440 km-en folyik keresztül. Ez a föld legbővebb vizű, legszélesebb folyóvize. Sokan a leghosszabbnak is tartják, mivel a folyó az áradási időszakban az útját még az óceánban is folytatja. Átlagosan 5 km széles és néhány ponton az 50 km szélességet is eléri. Az óceánok évi vízutánpótlásának 20%-át adja. Az Amazonas-medence a benne élő 2500–3000 halfajtával a leggazdagabb a világon.

### Éghajlat
Brazília fő éghajlatai

Éghajlati térkép Köppen osztályozásán (angol nyelvű)

- Az egyenlítői (Amazonasi régióban), ezt egész évben esős, magas hőmérséklet-átlagok jellemzik (25-27 °C között)
- Az átmeneti övet vagy szavanna éghajlatot (Közép-Brazília és az északkeleti régió) a magas átlaghőmérséklet (18-28 °C között) és a száraz-nedves évszakok váltakozása jellemzi. A déli régió hűvösebb, mint az ország többi része (átlaghőmérséklet 18 °C, de télen fagypont alá is süllyedhet a hőmérséklet.

Brazíliát nagy kiterjedése, változatos domborzata, váltakozó magasságai és levegő-áramlatai miatt sokszínű éghajlat jellemzi. Az Egyenlítő északon, a Baktérítő a délkeleti régióban szeli át. Így Brazília legnagyobb részén a trópusi éghajlat uralkodik. Itt a meleg és nedves klíma a meghatározó. Az átlagos hőmérséklet az egész országban 20 °C, a hőmérséklet-ingadozás alacsony. A legdélebbi vidékek éghajlata már mérsékelt égövi, itt télen előfordulhat fagy és hó.

### Élővilág, természetvédelem

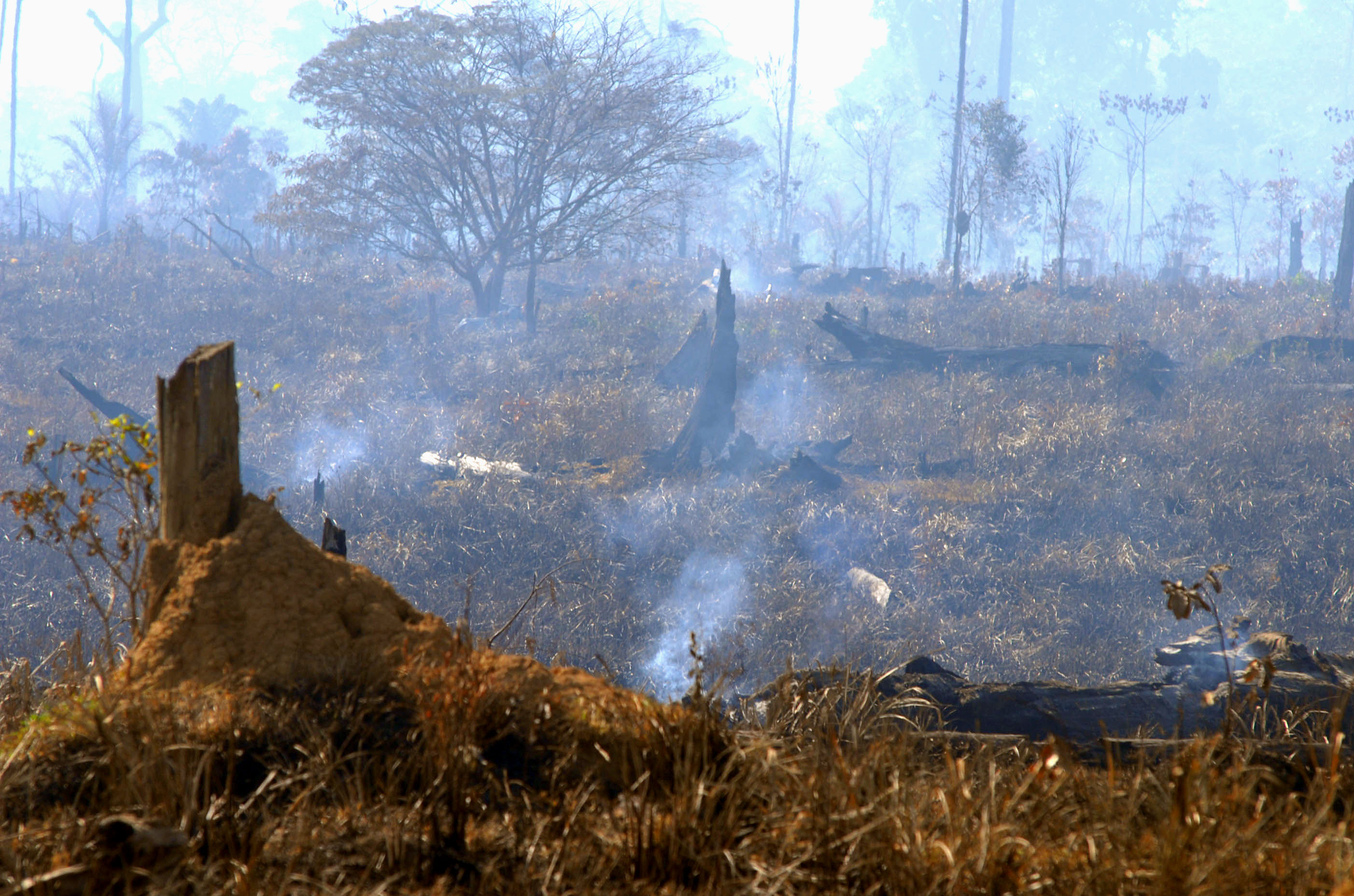
Erdőirtás növénytermesztés vagy legelők számára

Brazíliában található a föld egyik legváltozatosabb növényvilága. Ezt a különböző időjárási, földszerkezeti és domborzati adottságoknak köszönheti. A brazil vegetációt 9 csoportra oszthatjuk: Amazonasi esőerdő, az Atlanti esőerdő, caatinga, pantanal, campos, mata de araucária, mata de cocais, mangue és restinga.
- amazonasi esőerdő: kb. 7 millió km² kiterjedésű, Dél-Amerika északi és középső területein elterülő esőerdő. Legnagyobb területe Brazíliában van, bár találhatunk esőerdőt Bolíviában, Kolumbiában, Ecuadorban, Guyanában, Suriname-ban és Venezuelában is. Az Amazonas medencéje Brazília felszínének 58%-át foglalja el. A Földön itt a leggazdagabb, legváltozatosabb az élővilág. Az itt élő fajok pontos száma nem meghatározható. A természettudósok 800 000 és 5 millió közé teszik a megkülönböztethető fajok számát, ez a világon ismert összes faj 15–30%-a. Az amazonasi homokzátonyokat időszakosan ellepik a folyók – ezek az ún. várzeák – és emiatt Brazíliában ezek a legtermékenyebb talajok közé tartoznak.
- atlanti esőerdő: Brazília Atlanti-óceán menti partjaira volt jellemző ez a növénytakaró. A fajok 50%-a csak itt és sehol máshol nem él meg. Kutatók szerint a trópusi esőerdők között itt van a legnagyobb biodiverzitás/hektár arány az egész világon. Ez a terület a legveszélyeztetettebb a növekvő városiasodás és iparosodás következtében. Mára eredeti területének csupán 7%-án maradt meg, főleg Brazília déli és délkeleti régióiban.

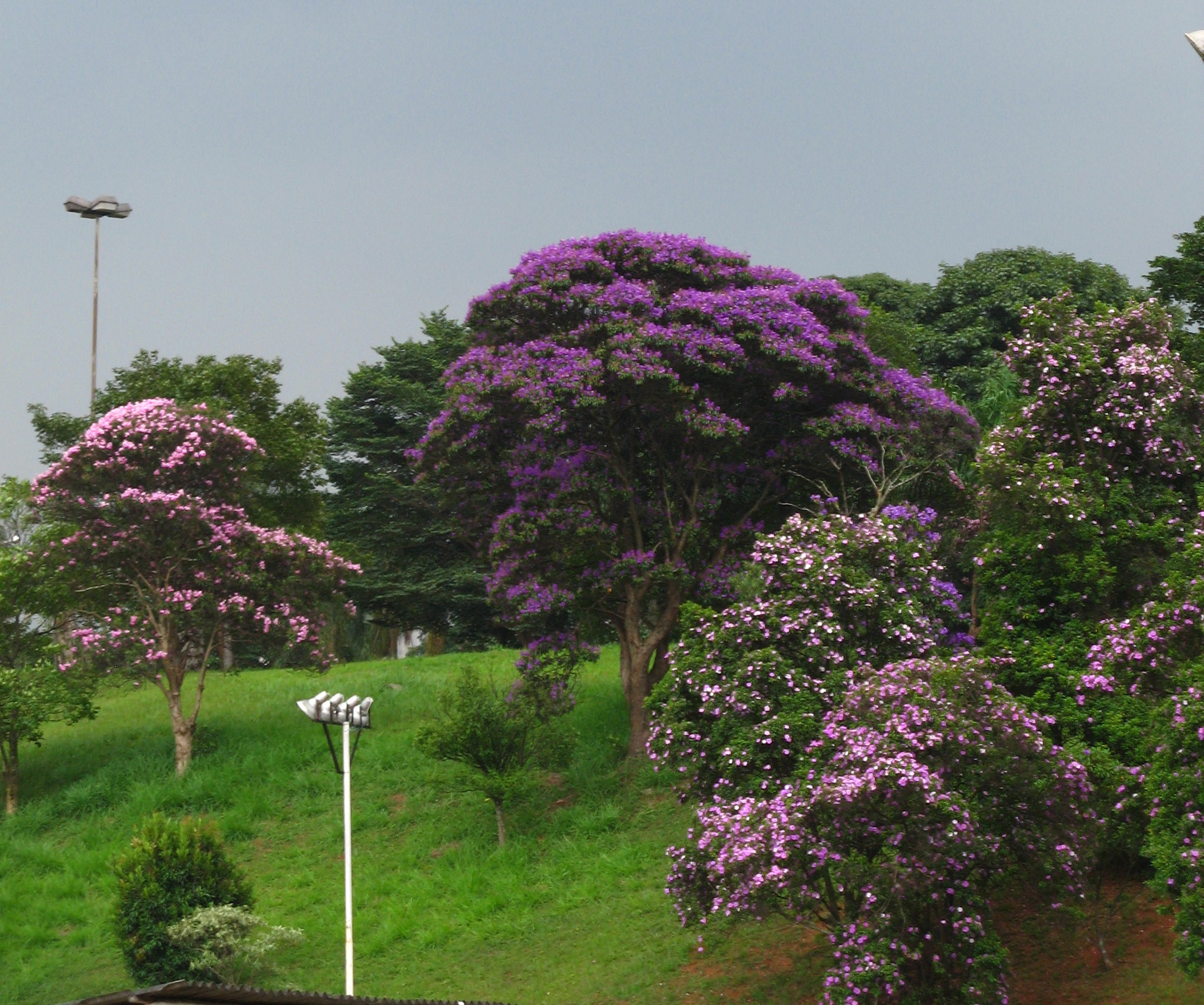
Hercegnővirág fák São Paulóban

- Caatinga: Az északkeleti régió félsivatagos területét cserjés növényzet fedi: a Caatinga. Néhány területen fél-lombhullató erdő található.
- Pantanal, a lapály, a legnagyobb mocsaras terület a világon. 150 000 km²-en terül el Mato Grosso, Mato Grosso do Sul államokban és Paraguayban. Az UNESCO a világörökség részévé nyilvánította. Kb. 650 madár-, 80 emlős-, 260 hal- és 50 hüllőfaj él itt.
- Cerrado területe szavanna jellegű tájegység Közép-Brazíliában. Bokrok és alacsony fák jellemzik. Ma a Cerradót a terjeszkedő mezőgazdasági termelés veszélyezteti. A terület fontosabb mezőgazdasági terményei a kukorica, a szójabab, a szőlő, mangó és trópusi gyümölcsök.
- Camposnak a mezők növényvilágát, a nagy kiterjedésű füves és cserjés területeket nevezik. Brazília déli- és délkeleti részét jellemzi ez a növényzet.
- Mata de Araucária Brazília déli területén található, s az Araucária (Araucária angustifolia) fajból származó fenyőerdő borítja.
- Mata de Cocais az Amazonas és Caatinga között terül el, Maranhão, Piauí, és Tocantins államokban. Az Amazonashoz közeli területeken a nedves éghajlatnak köszönhetően a pálmafák igen gyakoriak.
- Mangue: tavas, mocsaras terület, bokrok és fák borítják.
- Restinga a brazil tengerpart mentén húzódó homokos területekre jellemző bokrokból, alacsony fákból álló vegetáció.

#### Nemzeti parkjai
Brazília területének 25%-a védett valamilyen formában. Ennek nagyjából fele bennszülött föld (terras indígenas), másik felét vagy a tagállamok, vagy a szövetségi állam nyilvánította védett területté.

#### Természeti világörökségei
Az UNESCO világörökség-listáján szereplő területek:
- Atlanti-parti Esőerdő Rezervátum
- Atlanti-parti Délkeleti Esőerdő Rezervátumok
- Brazil atlanti-óceáni szigetek: Fernando de Noronha és Rocas-atoll rezervátumok
- Közép-amazóniai Természetvédelmi Területek
- Chapada dos Veadeiros Nemzeti Park és Emas Nemzeti Park
- Iguaçu Nemzeti Park
- Pantanal Természetvédelmi Terület
- Serra da Capivara Nemzeti Park
- Aparados da Serra Nemzeti Park
- Lençóis Maranhenses Nemzeti Park

### Környezeti problémák és környezetszennyezés

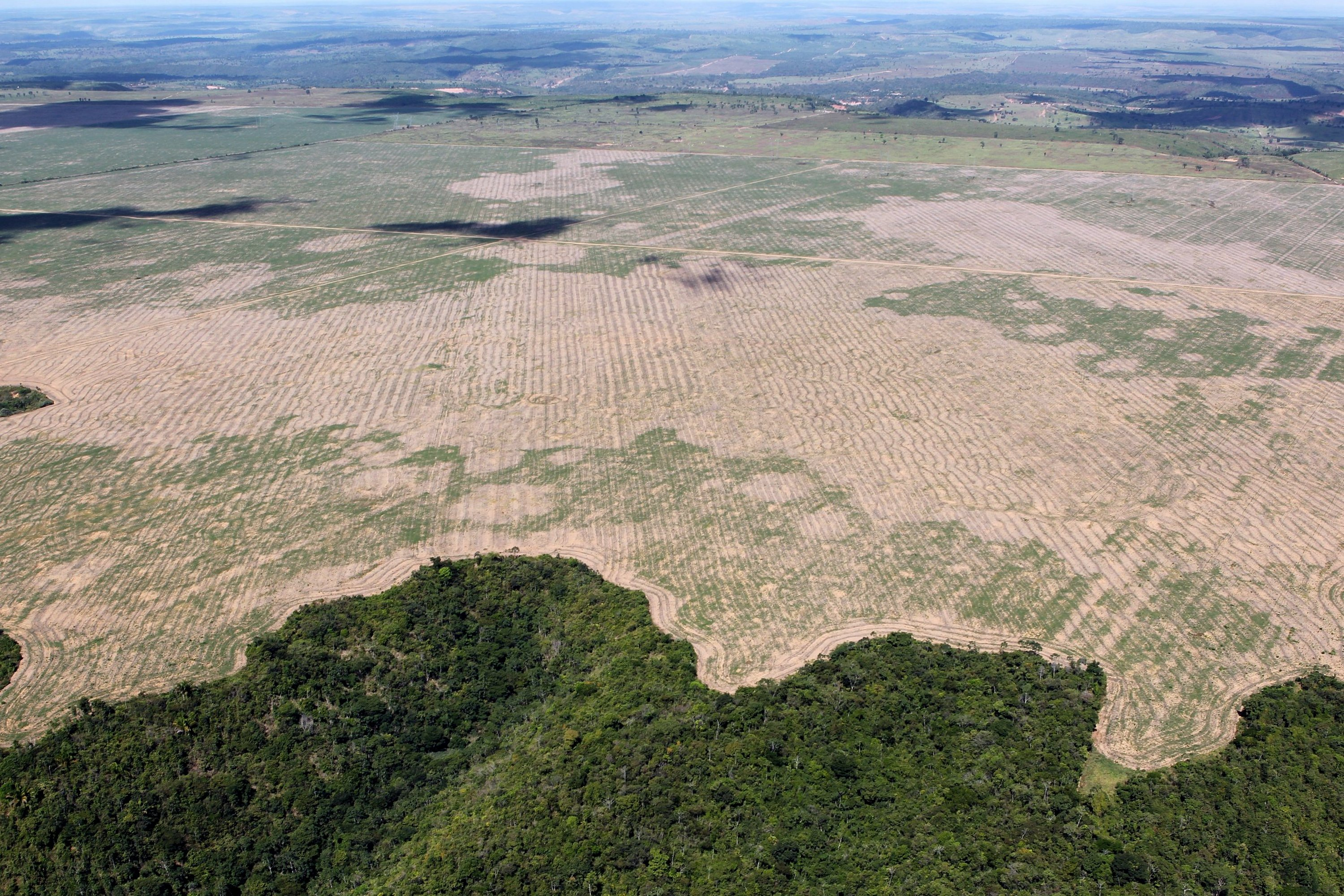
Kiirtott erdő területe a magasból a Gurupi Rezervátumban, Maranhão államban, 2016-ban

A környezetvédelmi problémák közé tartozik többek között az erdőirtás, az illegális, vadon élő állatok kereskedelme, az illegális orvvadászat, a talaj eróziója és a bányászati tevékenységek és az emberi települések által okozott vízszennyezés, a vizes élőhelyek leromlása, a növényvédő szerek túlzott használata és a súlyos kőolajszennyezések.
Bár a szemét- és hulladékgyűjtés némileg javul, a legtöbb hulladék általában nem megfelelő hulladéklerakókba kerül.
Az erdőirtás Brazíliában komoly probléma; az országban egykor globális szinten a legmagasabb volt az erdőirtás. A legtöbb erdőirtás a szarvasmarha-tenyésztőktől ered, akik marhalegelőket alakítanak ki az erdő helyén.
1970 óta több mint 600 ezer km²-nyi amazóniai esőerdő pusztult el, és Brazília Amazonas esőerdőjének védett övezeteiben az erdőirtás mértéke több mint 127%-kal nőtt 2000 és 2010 között. A közelmúltban államilag az Amazonas esőerdőjének további irtását támogatták, a brazil fa, hús és szójabab iránti megnövekedett globális kereslet miatt.
Mivel a brazil járművek üzemanyagának körülbelül 40%-a etanolból származik, a légszennyezettség Brazíliában eltér a többi országétól, ahol túlnyomórészt kőolaj- vagy földgázalapú üzemanyagokat használnak. Az acetaldehid, az etanol és esetleg a nitrogén-oxidok légköri koncentrációja magasabb Brazíliában, mint a világ legtöbb más részén, mivel az etanolt használó járműveknek magasabb a kibocsátásuk. São Paulo, Rio de Janeiro és Brazília nagyobb városai jelentős ózonproblémákkal küzdenek, mivel mind az acetaldehid, mind a nitrogén-oxidok jelentős mértékben hozzájárulnak a fotokémiai légszennyezéshez és az ózonképződéshez.
Brazíliában soha nem volt prioritás az alapvető higiénia, és Amazónia jó példa erre. 2020 táján az Amazonas-medence településeinek csak kb. 13%-a rendelkezik szennyvízgyűjtéssel és a régió meglévő szennyvízhálózat tartalmának is csak 21,3%-a megy a szennyvíztisztító telepekre. A szennyvíz zöme tisztítás nélkül közvetlenül a folyókba és patakokba kerül. Brazília száz legnagyobb városa közül Manaus, Santarém, Belém és Macapá az ország húsz legrosszabb közegészségügyi városa között szerepel.
Amazónia belsejét az illegális aranybányászati tevékenységek okozta higanyszennyezés érinti. Sok aranybányász ugyanis higanyt használ az arany kitermelésére. A nehézfémszennyezés az Amazonas-medencén kívül más máshol is felmerülő probléma, valamint a tengerparti ökoszisztémákban/régiókban és nagyvárosokban. Annak ellenére, hogy ez egy elhanyagolt probléma, Brazília nehézfémszennyezése jelentős káros hatással van az emberi egészségre és az ökoszisztémákra.

## Történelem
1500. április 22-én Pedro Álvares Cabral portugál tengerész fedezte fel Brazíliát, amikor egy Indiába tartó flotta az Atlanti-óceán déli részén váratlanul szárazföldre bukkant. A passzátszél miatt hajóztak ennyire nyugatra. Az Indiába tartó vitorlások később is gyakran kötöttek ki Brazíliában.
Portugália rövidesen bejelentette igényét a területre, ami az 1530-as évektől gyarmatává vált. A terület kiaknázását az ország nevét adó brazilfa kitermelésével kezdték, majd az 1580-as évek táján nagy területeken cukornádat ültettek. Az ültetvényeken főleg Nyugat-Afrikából behurcolt fekete rabszolgákat dolgoztattak. A cukornád mellett a kávé termesztése is megindult. Az ország belső részének gyarmatosítása csak azután kezdődött meg, hogy a Mato Grosso hegységben arany- és gyémántlelőhelyeket tártak fel. Brazília portugál gyarmatból 1822-ben vált független állammá.
A rabszolgakereskedelmet a 19. század közepén betiltották, de csak 1888-ban hoztak törvényt a rabszolgaság intézményének eltörléséről. A köztársaságot 1889-ben kiáltották ki.

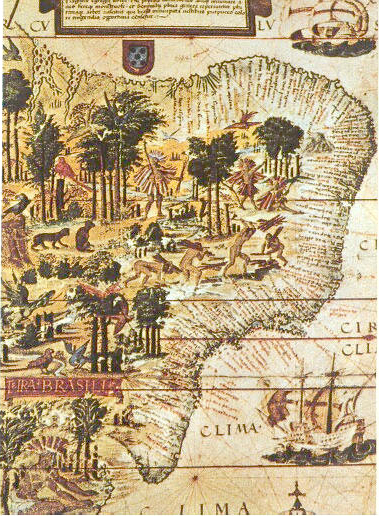
Portugálok által kiadott térkép (1519)
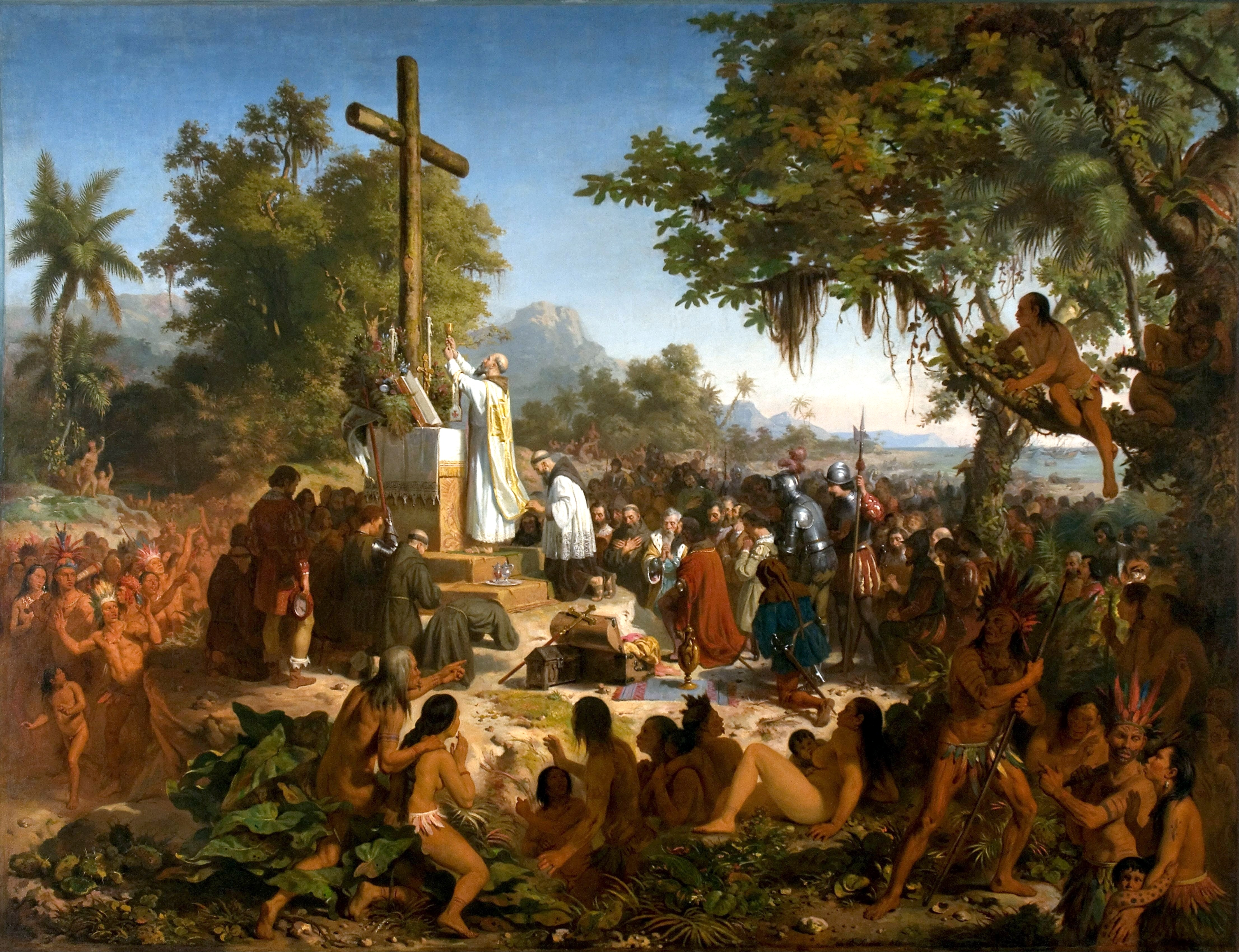
Az első mise Brazíliában, festmény, Victor Meirelles
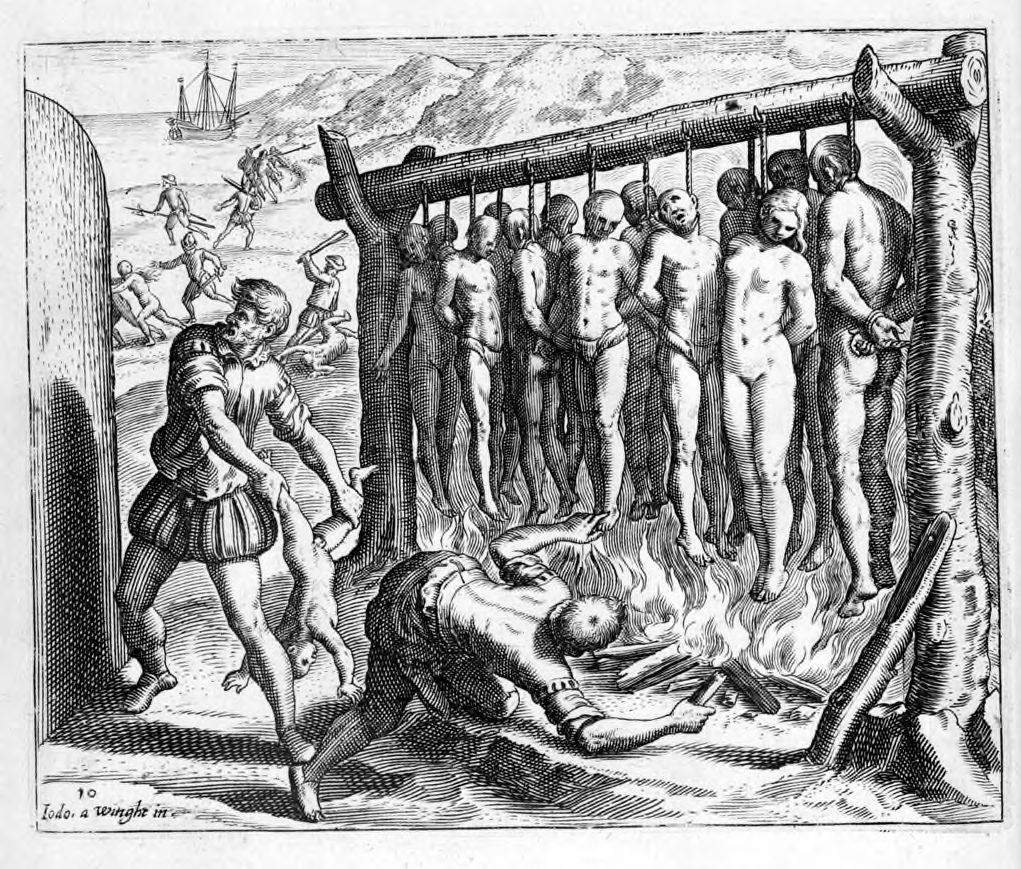
Az európai konkvisztádorok az őslakosságot irtják. 1552-es rajz
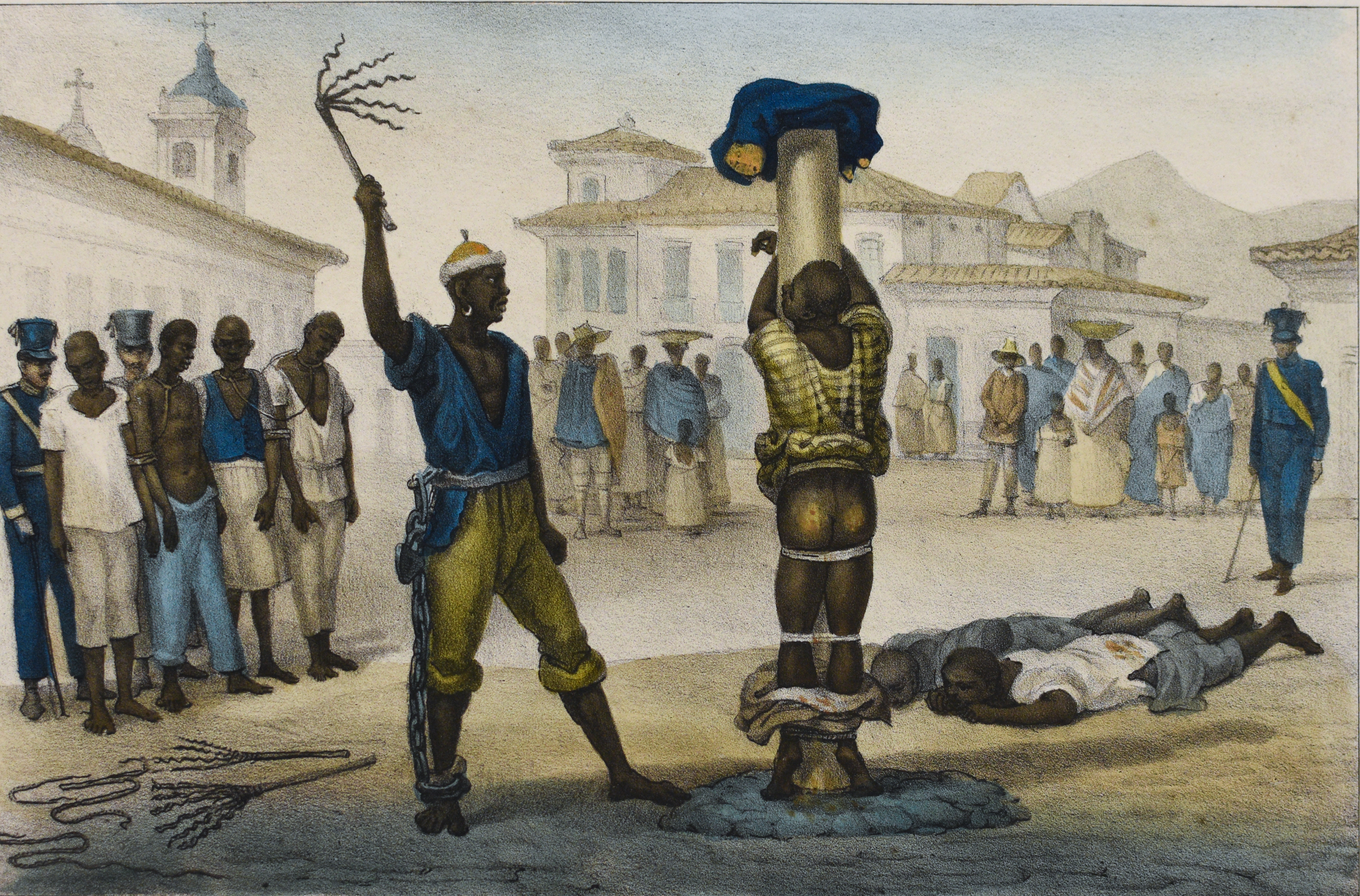
Rabszolgák nyilvános büntetése
Törvény, amely eltörölte a rabszolgaságot Brazíliában, 1888-ban.
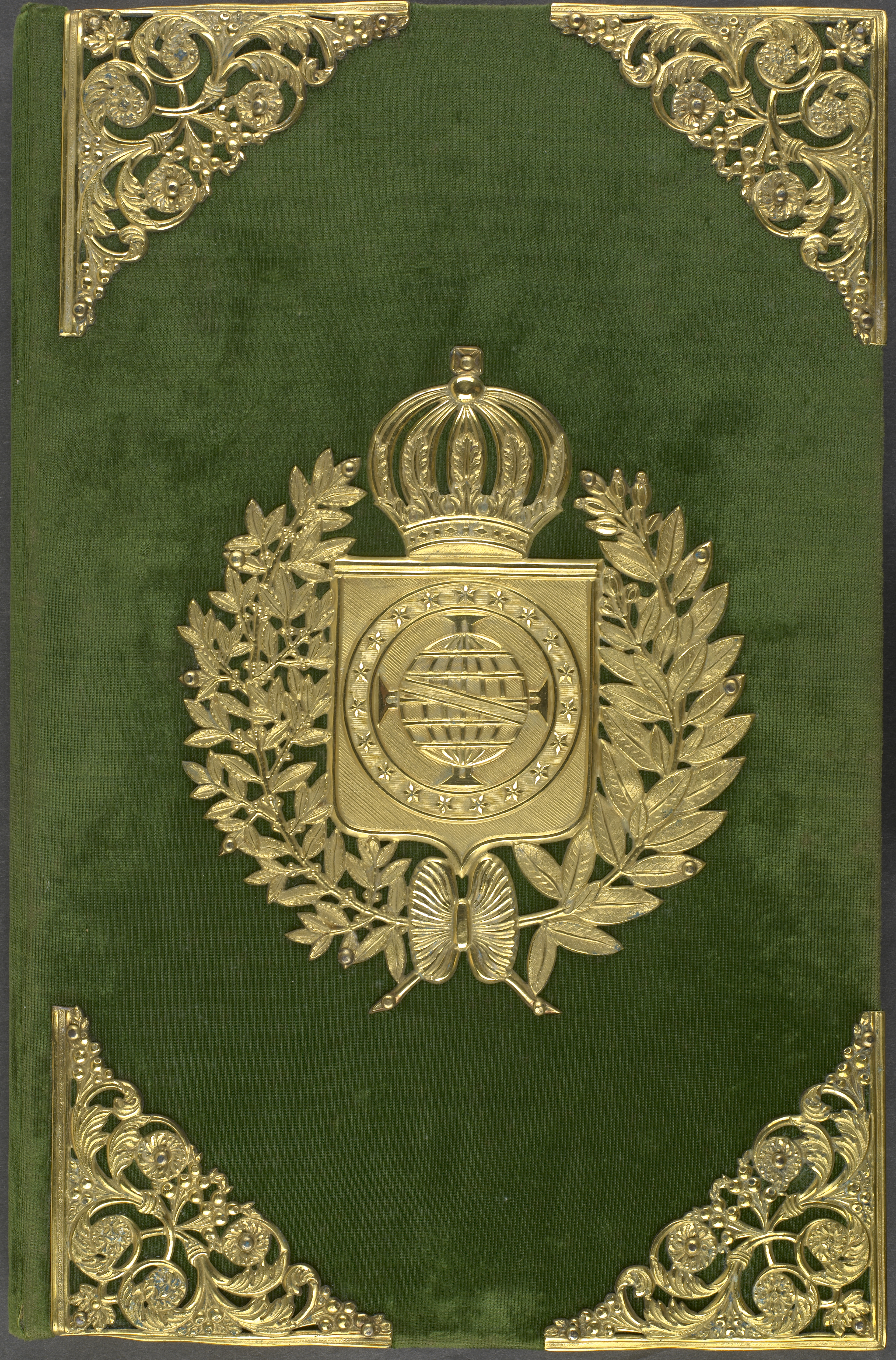
Brazília alkotmánya 1824.

### Gyarmati kor
VI. Sándor pápa 1493. május 4-én kiadott bullája a Zöld-foki szigetektől 100 tengeri mérfölddel nyugatra jelölte ki azt a délkört, amely elválasztja egymástól a spanyol és a portugál érdekszférát. A portugál nyomásra 1494. június 7-én aláírt, Tordesillasi szerződés ezt a választóvonalat 370 mérfölddel a Zöld-foki szigetektől nyugatra módosította. Mivel az új szerződés alapján a mai Brazília északnyugati része a portugálokat illette, megalapozott a gyanú, hogy a portugálok már a hivatalos felfedezés előtt is tudtak Brazília létezéséről.
Az Afrika megkerülésével Indiába igyekvő portugál hajóknak az Egyenlítő közelében uralkodó széljárás miatt nagy kitérőt kellett tenniük nyugat felé. Egy ilyen kitérő során a szokásosnál is nyugatabbra sodródó hajó fedezhette fel az addig ismeretlen szárazföldet. Tény, hogy 1498-ban I. Manuel portugál király megbízásából Duarte Pacheco Pereira hajóskapitány, csillagász és térképész titkos küldetést teljesítve a helyszínen mérte fel az új felfedezés elhelyezkedését és gazdasági lehetőségeit. Az útról készített jelentésében tesz először említést a brazilfáról – pau brasil am. parázs(színű) fa.
1500. április 22-én Pedro Álvares Cabral 1500 fős flottájával kikötött a mai Bahia államban, a mai Porto Seguro környékén. A mai napig ez Brazília felfedezésének hivatalos időpontja. A portugálok gyorsan kapcsolatot teremtettek az indiánokkal. Nem ismerték fel azonnal a felfedezés jelentőségét, mert nem találtak se ásványi anyagokat, se drágaköveket, se fűszereket. Az egyetlen értékesnek bizonyuló termék a brazilfa (Caesalpinia echinata) volt. Ez a piros festőanyagot tartalmazó fa már korábban ismert volt keletről, magyarul börzsönyfának nevezik.
1530-ban Martim Afonso de Sousa a Tordesillasi szerződés értelmében Portugáliának járó területen megkezdte települések létesítését. 1549-ben Tomé de Sousa főkormányzó a mai Bahia államban megalapította Brazília első fővárosát, Salvadort. A brazilfa kitermelése mellett megindította a cukornád termesztését. A korabeli Európában a cukor luxuscikknek számított, és a nádcukor gyorsan fellendítette a gyarmat gazdasági és kulturális életét. A cukornád mellett kávét, gyapotot és kaucsukot is termesztettek. Az ültetvények sok, olcsó munkaerőt követeltek, ezért elkezdtek Afrikából rabszolgákat importálni.

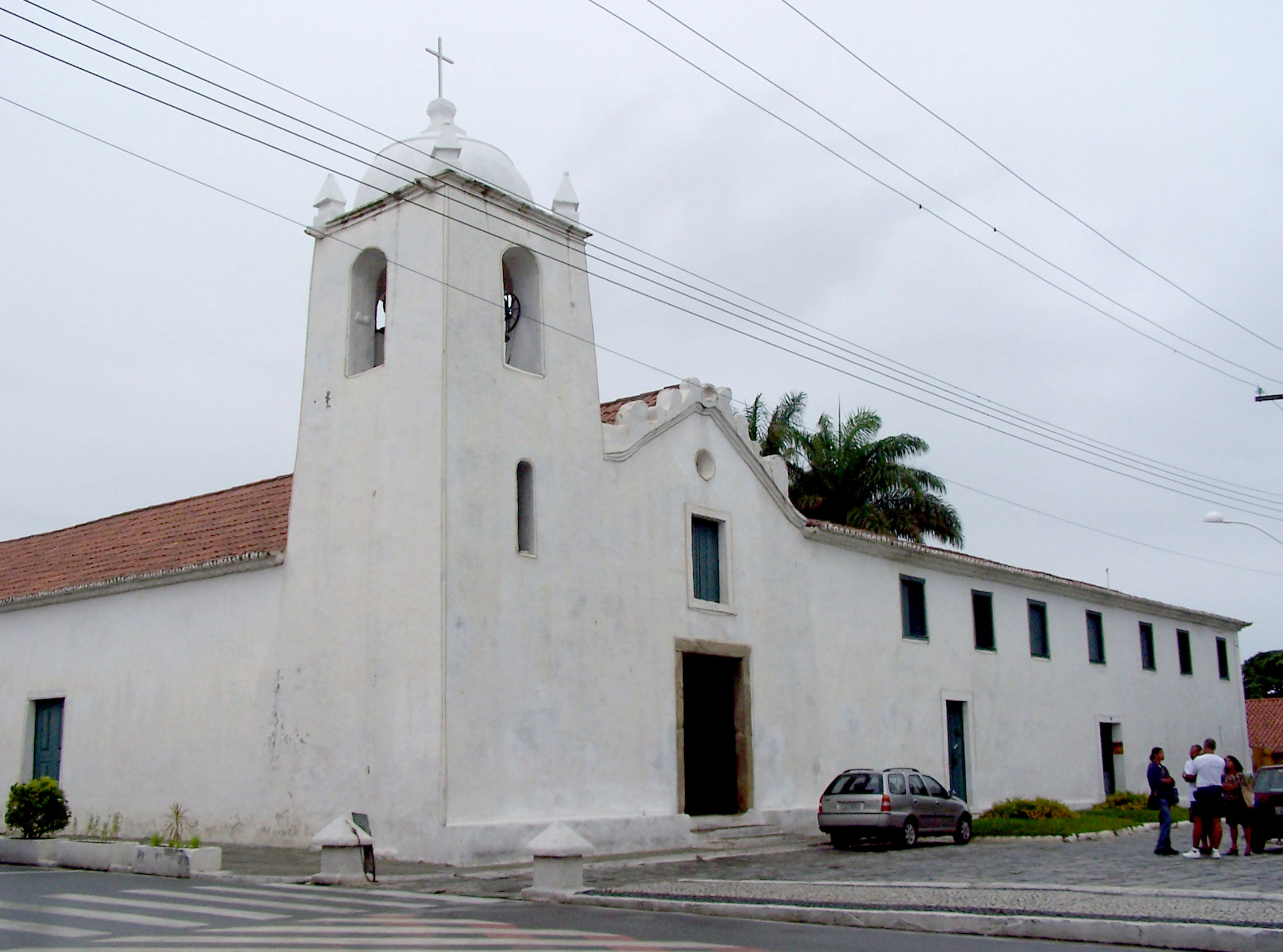
17. századi jezsuita templom, São Pedro da Aldeia

1623–1625-ben a hollandok sikertelenül próbálták elfoglalni Bahiát. Legközelebb 1629-ben tértek vissza Pernambucóba, ahol akkoriban a cukorgyártás központja volt. Az elfoglalt partvidéken megalapították Új Hollandiát. A portugálok 1654-ben tudták visszafoglalni a területet, de a távozó hollandok cukornádtöveket vittek magukkal az Antillákra. Portugália tehát visszaszerezte ugyan Brazíliát, de elvesztette a cukorgyártás monopóliumát. A portugáloknak az angol kalózok és a franciák gyarmatalapító kísérletei is gondot okoztak, de a gyarmat területe fokozatosan nőtt. Kezdetben a jobban megközelíthető tengerparton terjeszkedtek, így alapították Rio de Janeirót, a mögöttes területen pedig São Paulót.
A 17. század második felében találtak először aranyat és értékes drágaköveket Minas Gerais hegységeiben. Brazília lakossága hirtelen növekedésnek indult. A kibányászott aranyra a gyarmattartók 20%-os adót vetettek ki. Az aranybányák már a 18. században kezdtek kimerülni, a portugál korona azonban ragaszkodott a korábbi adóbevételhez. A korona ellen szervezett összeesküvéseket kemény kézzel elnyomták. E mozgalmakat ma Brazíliában a függetlenségi harc kezdetének, résztvevőiket szabadságharcosoknak tekintik.

### A Brazil Császárság

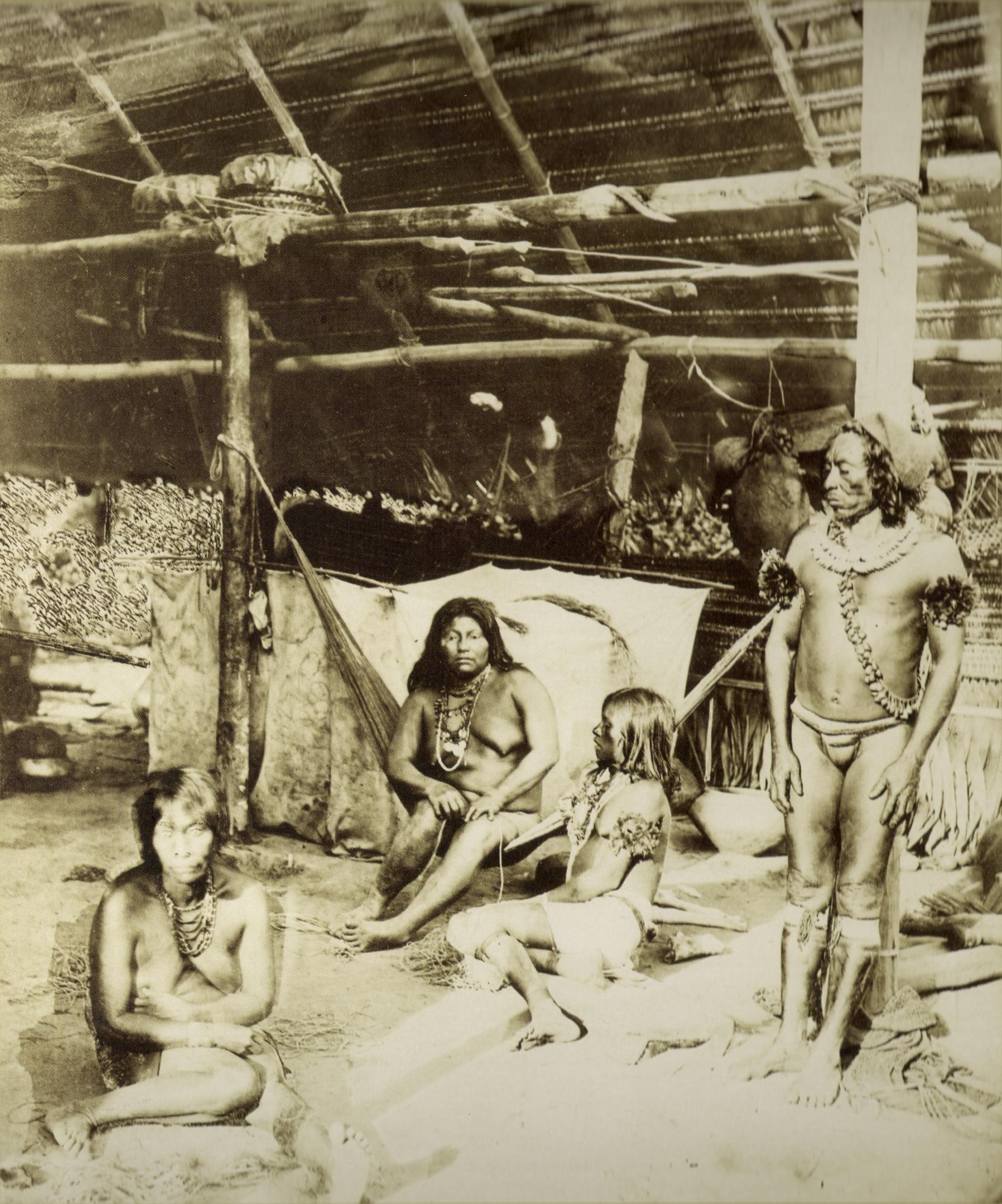
Tikuna törzshöz tartozó indiánok (1865 körül)

A Brazil Császárság az ország államformája volt 1822 és 1889 között.
Brazília 1822-ig Portugáliához tartozott. Miután azonban a portugál herceg ebben az évben az élére állt a kitörő függetlenségi harcoknak, kikiáltották a független Brazil Császárságot.  I. Péternek 1831-ben le kellett mondania a fia javára. 
A Brazil Császárság történetének végét jelentette, hogy  1889-ben kikiáltották a köztársaságot.
Az 1870-es évektől kezdődő politikai krízis meggyengítette II. Péter hatalmát. Felerősödtek a rabszolgák felszabadítására való törekvések. Ez az ültetvényesek számára elfogadhatatlan követelés volt, ingyen munkaerő nélkül nem tudtak gazdaságosan termelni. 1871-ben azonban mégis elfogadták az első, a rabszolgák fiainak felszabadítására vonatkozó törvényt. Általános rabszolga-felszabadításra 1888-ban került sor.
A császárság intézménye nem sokkal élte túl a rabszolga-felszabadítást. A megerősödő hadsereg élén Deodoro da Fonseca 1889. november 15-én, vértelen puccsal megdöntötte a kormányt, és kikiáltotta a köztársaságot. A császári család európai száműzetésbe vonult, tagjai 1920-ig nem térhettek vissza Brazíliába.

### Köztársaság
Az 1891-es első köztársasági alkotmány elválasztotta az államot az egyháztól és szövetségi államot hozott létre erős, az elnök kezében összpontosuló hatalommal. Sao Paulo volt ekkoriban az ország gazdasági központja. Ez politikai súlyában is tükröződött. A tényleges politizálás egy szűk kör kiváltsága maradt. Az egymást gyorsan követő kormányok egy ideig képesek voltak elősegíteni az ország gazdasági fejlődését, de az 1929-ben kirobbant gazdasági világválsággal már nem tudtak mit kezdeni.
1930-ban Getúlio Vargas szerezte meg a hatalmat. Az új elnök kiterjesztette az állam hatalmát és beavatkozott a gazdaságba. Ekkor vezették be a hivatalos munkaidő és a minimálbér intézményét. Uralma diktatúrába torkollott 1937 és 1945 között. Ezután 1964-ig különböző demokratikus kormányok kerültek hatalomra, melyeknek súlyos gazdasági krízisekkel és inflációval kellett szembenézniük. 1951-ben Getúlio Vargas néhány évre ismét elnök lett. 1956 és 1960 között Juscelino Kubitschek elnöksége idején nagyszabású iparosítás folyt. Ekkor indult a brazil autógyártás, és ekkor épült fel az új főváros, Brazíliaváros is.
1964-ben Brazíliában ismét katonai puccs volt, és a katonák maradtak hatalmon egészen 1985. márciusáig. Bukásuk oka a katonák és a brazil elit hatalmi harca volt. 1967-ben az ország neve Brazil Szövetségi Köztársaságra változott. 1985. január 15-én a 600 fős elnökválasztó testület újra civil elnököt választott, Tancredo de Almeida Neves személyében, aki még beiktatása előtt váratlanul meghalt. Így megválasztott alelnöke, José Sarney lett a köztársasági elnök. A demokrácia 1988-ban állt helyre, amikor hatályba lépett a ma is érvényes alkotmány. Az 1989-ben már közvetlenül megválasztott Fernando Collor de Mello elnök nem tölthette ki hivatali idejét, mert a Nemzeti Kongresszus korrupció vádjával eljárást indított ellene, és megfosztotta elnöki mandátumától. Utódja az addigi alelnök, Itamar Franco lett, aki erős kezű pénzügyminisztere, Fernando Henrique Cardoso révén megfékezte a több száz százalékos inflációt, és több korábbi sikertelen kísérletet követően Real néven stabil valutát vezetett be az országban. Cardosót 1994-ben és 1998-ban elnökké választották. Az alkotmány által engedélyezett két elnöki ciklusát ugyanúgy kitöltötte, mint utóda, a szakszervezeti vezetőből nemzetközi hírű politikussá vált Luiz Inácio Lula da Silva.

## Államszervezet és közigazgatás

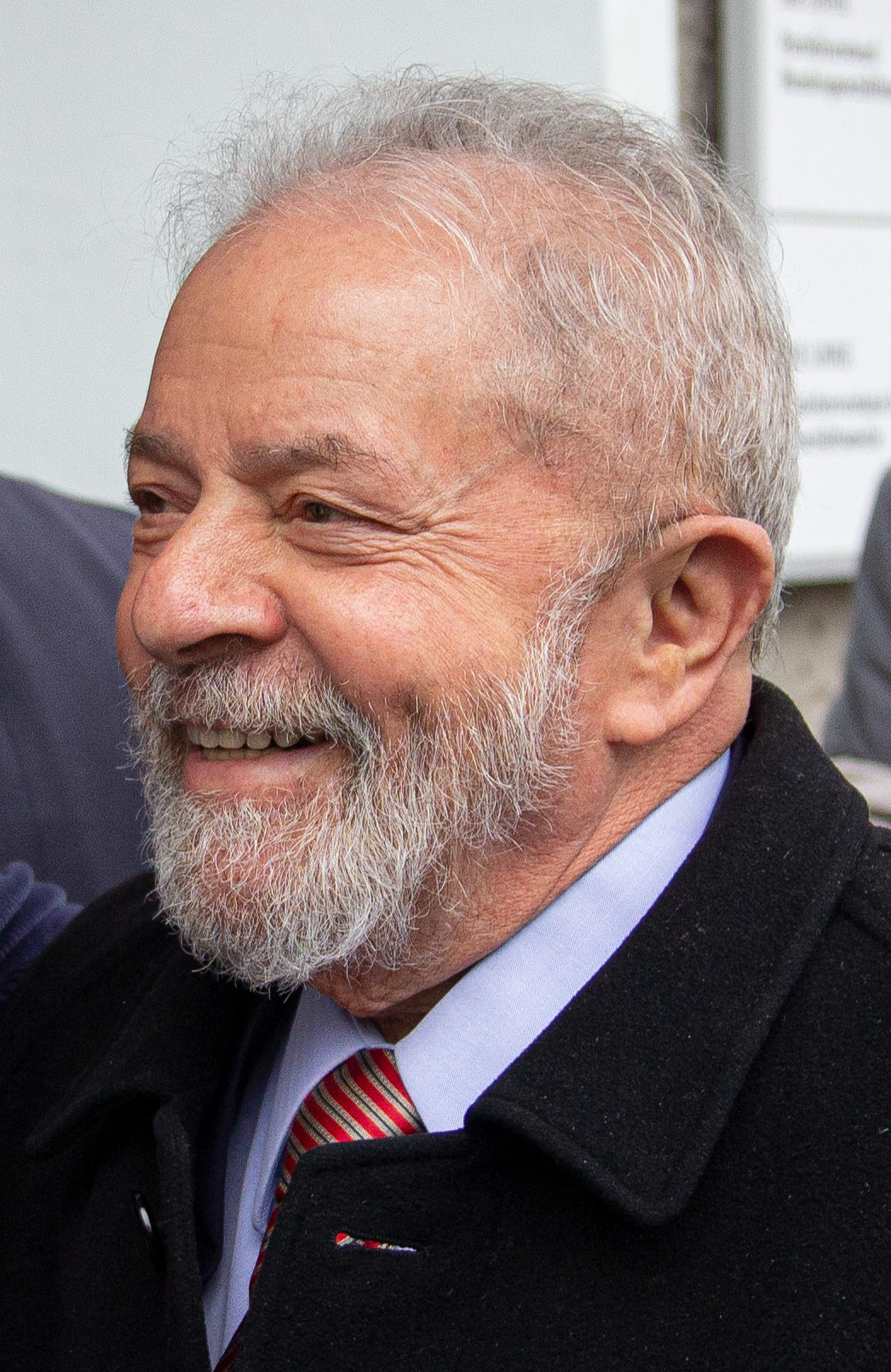
Luiz Inácio Lula da Silva, Brazília 39. elnöke 2023. január 1-től

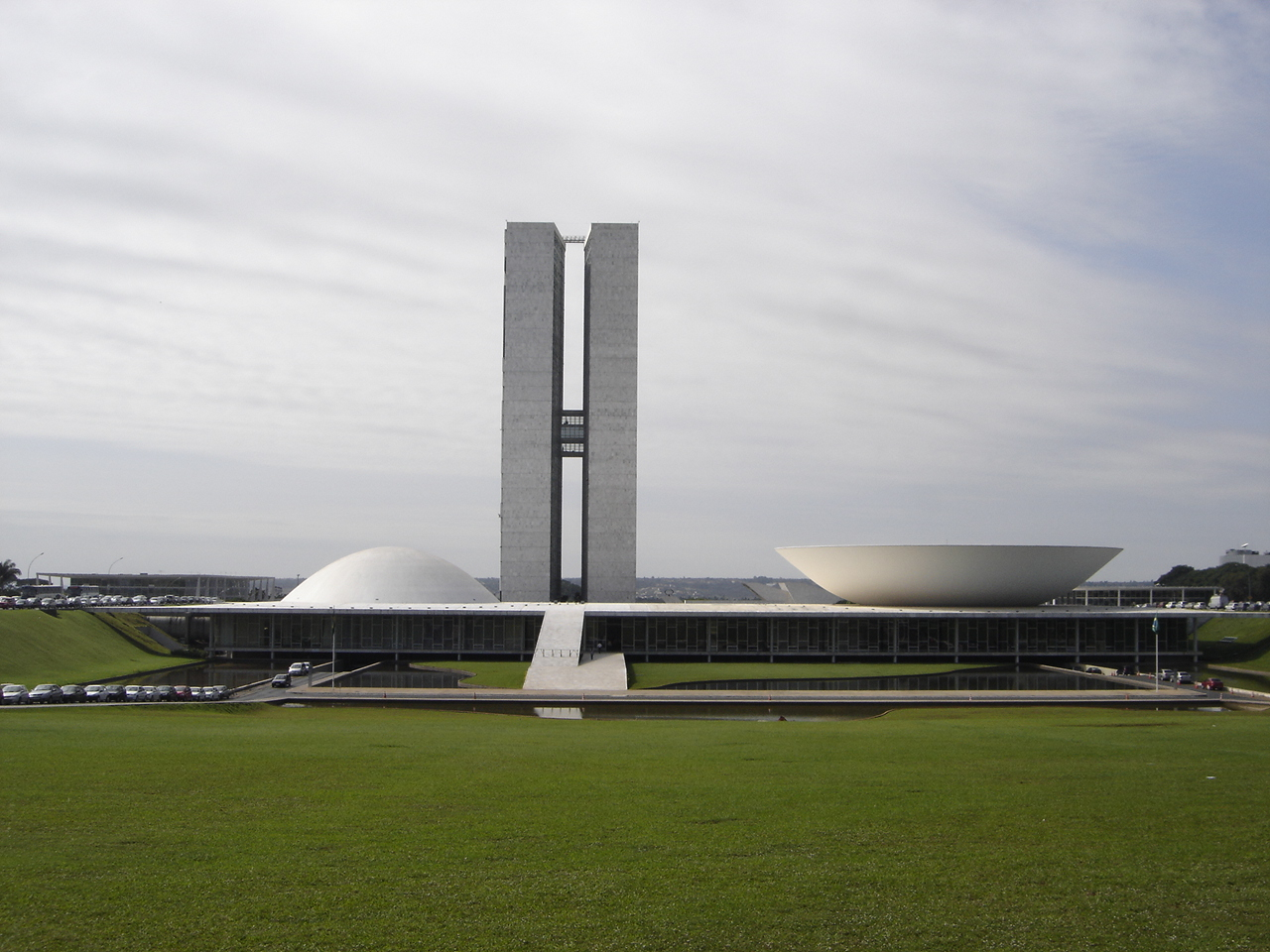
A Nemzeti Kongresszus épülete Brazíliavárosban

### Alkotmány, államforma
Brazília elnöki rendszerű szövetségi köztársaság.
Brazília (hivatalos nevén „Brazil Szövetségi Köztársaság” – República Federativa do Brasil) 26 tagállamot és a Szövetségi Kerületet tömörítő (itt található Brazíliaváros is) szövetségi állam. Ezek a tagállamok az Alkotmány által meghatározott önálló jogokkal bírnak.
A Szövetségi Alkotmányt 1988. október 5-én hirdették ki. E szerint Brazília demokratikus berendezkedésű ország, ahol a közfunkciók betöltése céljából időközi választásokat tartanak.
A kormányzás három hatalmi ága: az elnök (akit a miniszterek segítenek), a Nemzeti Kongresszus (Szenátus és Képviselőház) és a bírói szervezet (ez utóbbi legfőbb szerve a Szövetségi Legfelsőbb Bíróság, 11 bíróval).

### Törvényhozás, végrehajtás, igazságszolgáltatás

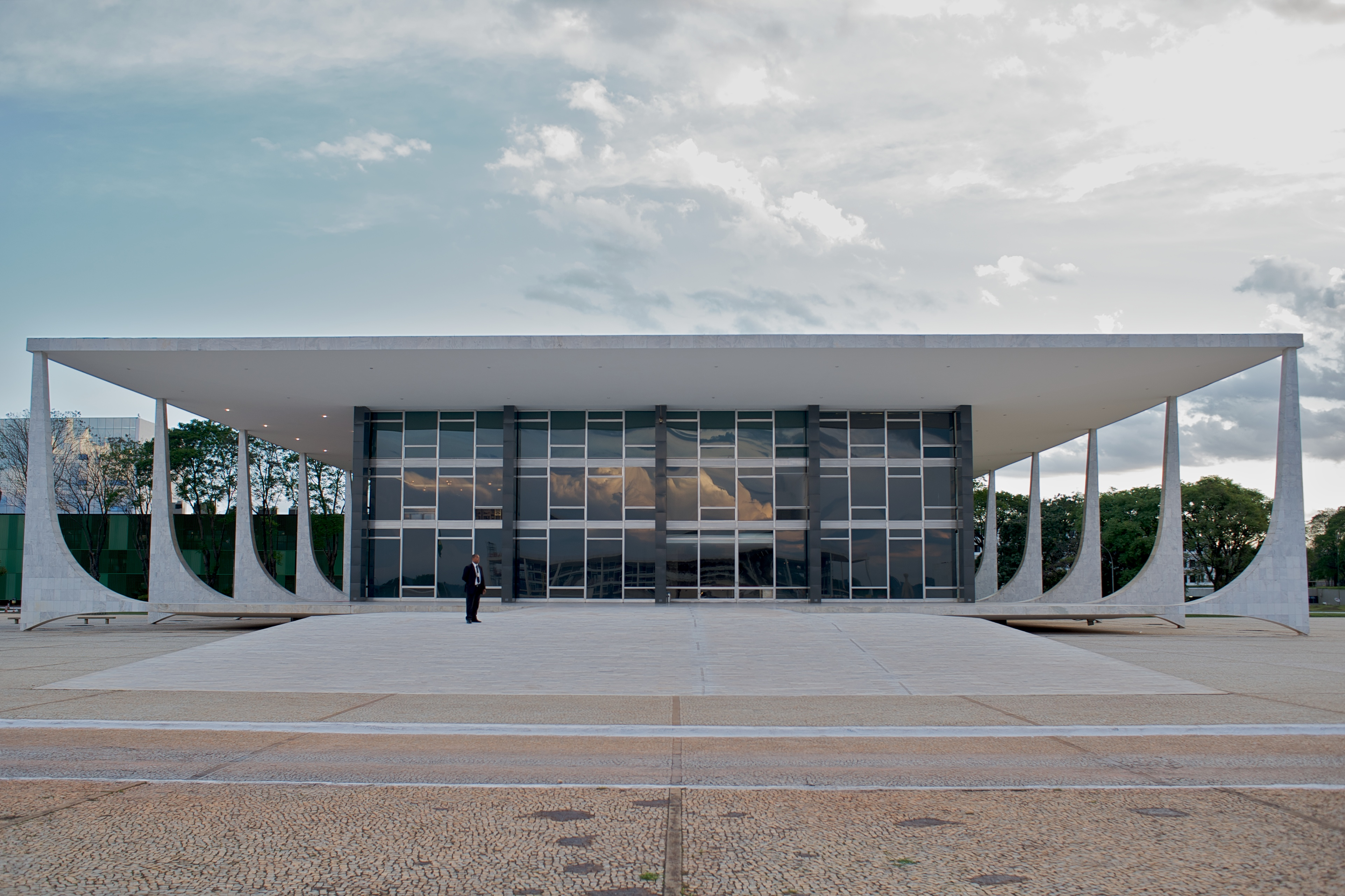
A Legfelsőbb Bíróság épülete a fővárosban

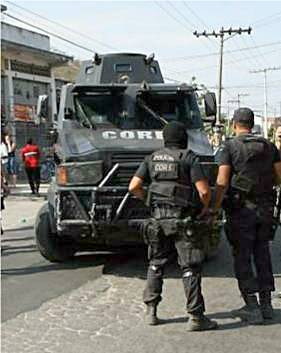
Páncélozott rendőrségi jármű Rio de Janeiróban

Az elnököt 4 éves időszakra választják, s egyszer újraválasztható. Az alelnököt az elnökkel együtt választják, azonos időszakra, ugyanarról a listáról. Az elnök a felelős a közigazgatásért, törvényeket hirdet ki vagy vétóz meg, elnöki rendeleteket ad ki, külföldi kormányokkal tart fenn kapcsolatot, szerződéseket köt, ő a hadsereg főparancsnoka, háborút és békét hirdethet (mindkét esetben a Kongresszus hozzájárulása szükséges) és a következő évi költségvetést előterjesztheti a Kongresszusnak. Brazíliában kétkamarás parlamenti rendszer van, az alsóházi Képviselőházzal és a felsőházi Szenátussal. A Nemzeti Kongresszusba a képviselőket 4 éves periódusra választják meg, míg a szenátorokat 8 évre. (A szenátus minden négyéves periódus végén megújul 1/3 vagy 2/3 arányban, váltakozva). A Kongresszus minden szövetségi kormány hatáskörébe tartozó kérdésben törvényt alkothat. Az alsó-, illetve felsőház minisztereket és más tisztségviselőket hallgathat meg. A szövetségi igazságügyi rendszeren belül működnek a bíróságok, a fellebbviteli bíróságok, a választási, munkaügyi és katonai bírósági rendszer, a Legfelsőbb Igazságügyi Bíróság és a Szövetségi Legfelsőbb Bíróság. Ez utóbbi felelős az igazságügyi, törvényhozási és végrehajtói döntések alkotmányosságáért is.
A Brazil Szövetségi Alkotmány szerint 18 és 70 éves kor között a szavazás kötelező, mind férfiaknak, mind nőknek. A 16-18 év közötti fiatalok, illetve a 70 év felettiek, és az analfabéták részvétele a választáson nem kötelező, ők maguk dönthetik el, élnek-e választójogukkal. A nők 1932 óta, az írástudatlanok pedig 1988 óta szavazhatnak. Amennyiben a választások első fordulójában senki sem ér el abszolút többséget, a két legtöbb szavazatot elért jelölt jut a második fordulóba. 1996 óta a szavazatokat nem papíron, hanem elektromos úton, a szavazófülkében elhelyezett speciális billentyűzet használatával adják le. A választások tisztaságát a Választási Bíróság felügyeli.
A Szövetségi Alkotmány minden állampolgárnak szavatolja a szabad mozgás és gondolkodás, a szabad vallásgyakorlás, lelkiismeret, véleménynyilvánítás, gyülekezés jogát (5. cikkely). Emellett felhatalmazza azokat a jogi eljárások indítására (a magántulajdonra, petícióra, habeas corpusra többek között).
A tagállamoknak saját Alkotmányuk és törvényeik vannak. A helyi kormányzat, a szövetségi szinthez hasonlóan három ágra oszlik. E szerint az adminisztráció feje a kormányzó. Emellett működik a törvényhozói testület és a bíróság, melynek csúcsszerve az Állami Igazságügyi Bíróság.

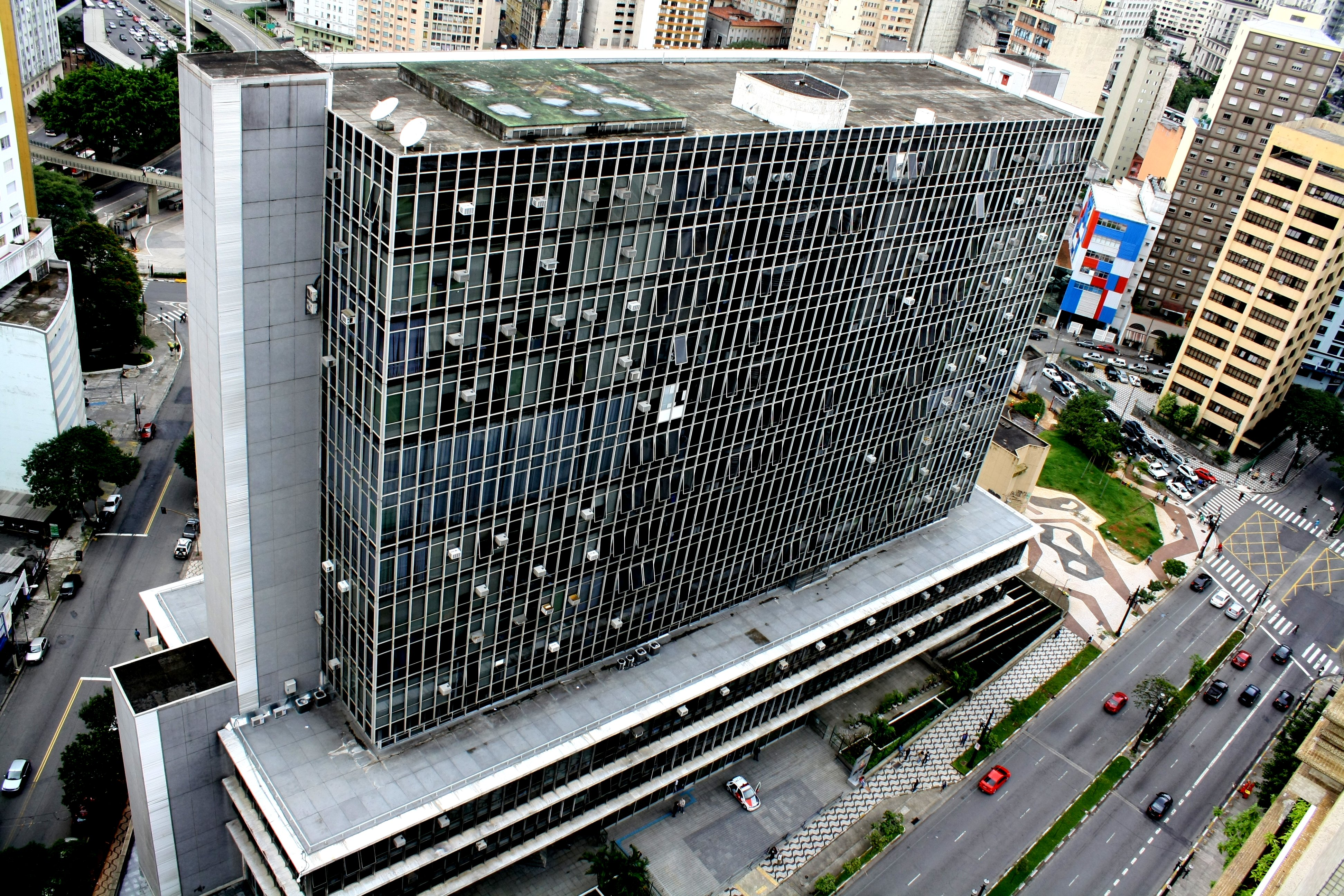
A városi önkormányzat épülete São Paulóban

### Politikai pártok
| Politikai pártok (nyitható rész) >>>>>>> |
| --- |
| PMDB - Partido do Movimento Democrático Brasileiro PTB - Partido Trabalhista Brasileiro PDT - Partido Democrático Trabalhista PT - Partido dos Trabalhadores DEM - Democratas PC do B - Partido Comunista do Brasil PSB - Partido Socialista Brasileiro PSDB - Partido da Social Democracia Brasileira PTC - Partido Trabalhista Cristão PSC - Partido Social Cristão PMN - Partido da Mobilização Nacional PRP - Partido Republicano Progressista PPS - Partido Popular Socialista PV - Partido Verde PT do B - Partido Trabalhista do Brasil PRTB - Partido Renovador Trabalhista Brasileiro PP - Partido Progressista PSTU - Partido Socialista dos Trabalhadores Unificado PCB - Partido Comunista Brasileiro PHS - Partido Humanista da Solidariedade PSDC - Partido Social Democrata Cristão PCO - Partido da Causa Operária PTN - Partido Trabalhista Nacional PSL - Partido Social Liberal PRB - Partido Republicano Brasileiro PSOL - Partido Socialismo e Liberdade PR - Partido da República |

### Közigazgatási beosztás
- 26 szövetségi állam (estado)
- 1 szövetségi kerület (distrito federal)

| Szövetségi államok | Szövetségi államok |  |
| --- | --- |  |
| 1. Acre (AC) 2. Alagoas (AL) 3. Amapá (AP) 4. Amazonas (AM) 5. Bahia (BA) 6. Ceará (CE) 7. Espírito Santo (ES) 8. Goiás (GO) 9. Maranhão (MA) 10. Mato Grosso (MT) 11. Mato Grosso do Sul (MS) 12. Minas Gerais (MG) 13. Pará (PA) | 1. Paraíba (PB) 2. Paraná (PR) 3. Pernambuco (PE) 4. Piauí (PI) 5. Rio de Janeiro (RJ) 6. Rio Grande do Norte (RN) 7. Rio Grande do Sul (RS) 8. Rondônia (RO) 9. Roraima (RR) 10. Santa Catarina (SC) 11. São Paulo (SP) 12. Sergipe (SE) 13. Tocantins (TO) |  |
| Körzet | |  |
| 1. szövetségi kerület – Brazíliaváros | |  |

### Brazília tengerentúli területei
- Fernando de Noronha-szigetcsoport
  - Terület: 26 km²
  - Népesség: 2051 fő (2003)

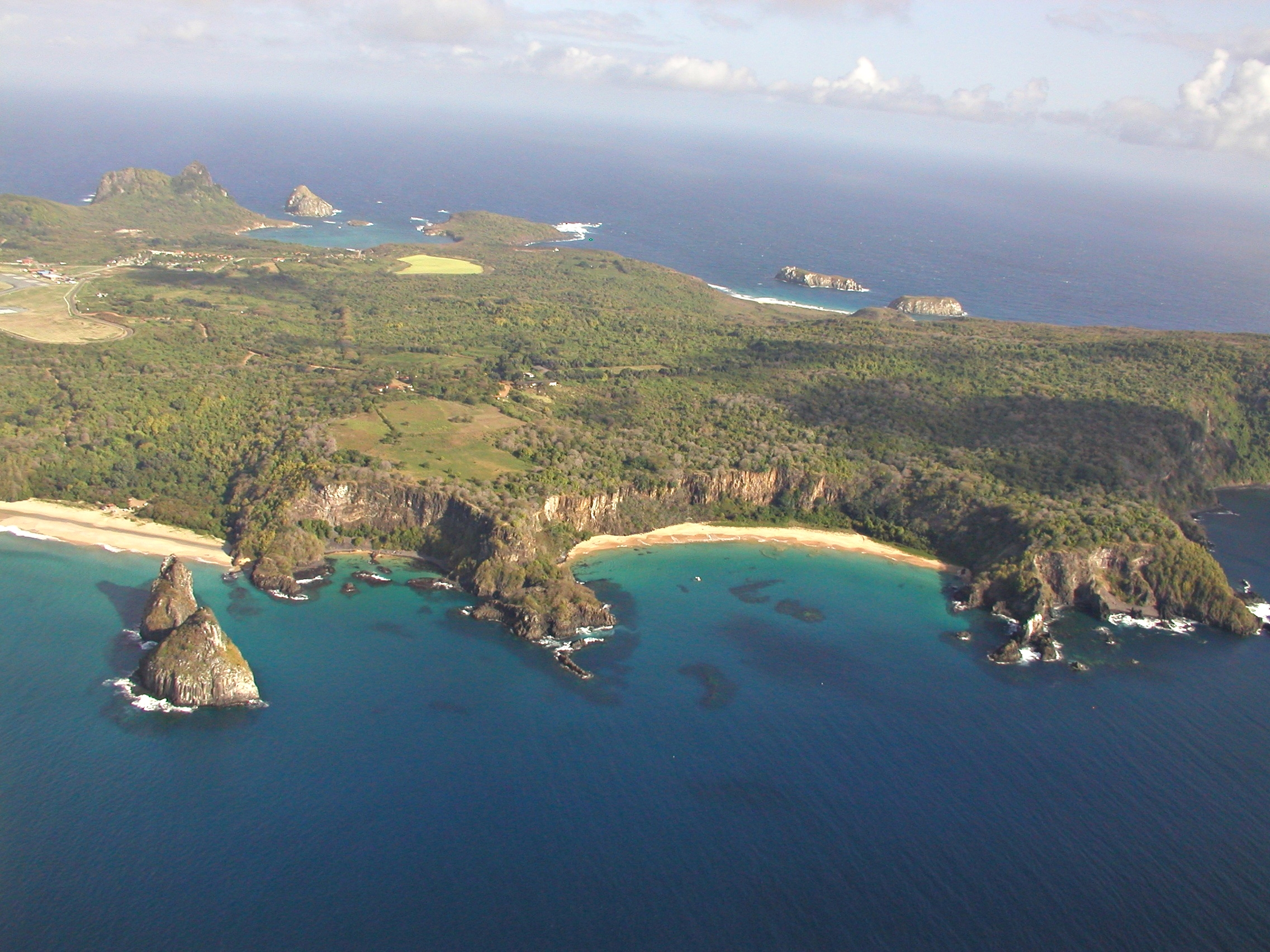
Fernando de Noronha fő szigete

Az Atlanti-óceánban, a Brazil partoktól mintegy 550 km-re fekvő három kis szigetből álló csoportot 1500-ban fedezte fel Fernão de Noronha, portugál hajós, de hosszú ideig lakatlan maradt. Az angolok és a portugálok a szigetekért folytatott vetélkedését követően végül Brazíliához került 1942-ben, majd 1988-ban formálisan Pernambuco állam részévé tették. Területének közel 70%-a természetvédelmi terület. A kis számú lakosság főként halászatból és mezőgazdaságból él, de egyre növekszik az idegenforgalom is.
- Trinidade és Martim Vaz-szigetek
  - Terület: 11,8  km²
  - Népesség: a haditengerészeti bázis személyzete

Az Atlanti-óceán középső-déli részén, Brazília partjaitól 1200 km-re, Namíbia partjaitól pedig 2200 kilométerre elhelyezkedő szigeteket 1502-ben a portugál João Nova fedezte fel. Edmond Halley 1700-ban csillagászati megfigyeléseket végzett innen. A stratégiai fontosságú szigeteket 1895-ben a britek is elfoglalták, de két évvel később visszaadták Brazíliának. Jelenleg egy kis létszámú tengerészeti bázis állomásozik területén.

## Népesség
- Brazília népessége 2019-ben: 210 millió fő.[26]

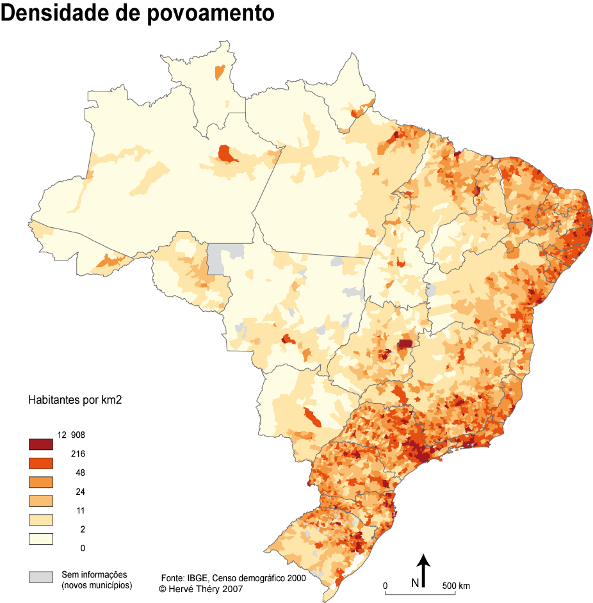
A népsűrűség Brazíliában. A sötétebb színek a nagyobb népsűrűséget jelzik

### Népességének növekedése
| Lakosok száma | 72 775 883 | 89 052 356 | 105 693 434 | 121 740 438 | 141 767 626 | 159 432 909 | 176 968 205 | 189 996 976 | 202 656 788 | 203 062 512 |
|               | 1960       | 1967       | 1974        | 1980        | 1987        | 1994        | 2001        | 2007        | 2015        | 2022        |

### Általános adatok
Brazília 2020-ban a világ 6. legnagyobb népességű országa Kína, India, az USA, Indonézia és Pakisztán után. A brazil népesség 60%-a 29 évnél fiatalabb. A dinamikus városiasodási folyamatnak, valamint a gazdasági fejlődésnek köszönhetően a népesség évi növekedési üteme 2,9%-ról 1,6%-ra csökkent a hatvanas és kilencvenes évek között. A népesség 81,2% városokban lakik. A délkeleti és középnyugati régiók főként városias jellegűek. Az előbbi népességének 90,5%-a, utóbbiénak pedig 86,7%-a városokban él. Az északi és északkeleti régiók ezzel szemben rurális jellegűek. Ezekben a régiókban a népesség 30,3%-a és 31%-a él csupán városokban. A 2000-es brazil népszámlálás alapján minden 1000 brazil nőre 969 brazil férfi jut.
Brazília népsűrűsége más országokhoz viszonyítva alacsony. A népsűrűség az ország északkeleti és délkeleti régiójában valamint az Atlanti-óceán partján a magasabb. Az ipari termelés 50%-át São Paulo állam délkeleti része adja.

### Legnépesebb települések
Brazília népességének 81,2%-a városokban él. Ezek közül kiemelkedik:
São Paulo Brazília legnagyobb városa. Itt található a legnagyobb ipari potenciál és a legaktívabb kulturális élet.
Rio de Janeiro Brazília fővárosa volt majdnem 200 évig (1763-tól 1960-ig). Ma Rio kulturális, pénzügyi és turista központja. 6,45 millió lakosa van (2013-ban).
Belo Horizontét az 1890-es években tervezték és építették, mint Minas Gerais állam fővárosát. Ez lépett az állam fővárosaként Ouro Preto, a hegyekkel körbevett korábbi főváros helyébe. Fontos szállítási és ipari központ. Népessége 2,5 millió fő (2014-ben).
Salvador volt Brazília első hivatalos fővárosa az 1549-től az 1763-ig. A mai napig fennmaradt gyönyörű koloniális építészete sok turistát vonz. Mára a város környékén az UNESCO több építészeti maradványt a világörökség részének nyilvánított. Salvador fontos kulturális és üzleti központ. Emellett híres művészetéről, és szakácsművészetéről is. Ezekben erősen érezni az afrikai kultúra hatását. Népessége 2,9 millió fő (2014-ben).
Brazíliavárost az ország földrajzi középpontjába tervezték és építették fel. Az új fővárost 1960-ban avatták fel. A modern építészet elismert példája. A város tervrajza egyedülálló érdekesség. Népessége több mint 2 millió fő.
Recife északkelet egyik legérdekesebb városa. Úgy ismerik, mint Brazília Velencéjét. Portugál, német és afrikai bevándorlók népesítették be. Ma üzleti központ, modern és forgalmas kikötőjével turista látványosság. 1,5 millió lakosa van.

### Etnikai, nyelvi, vallási megoszlás

#### Etnikai összetétele
2022-es adatok alapján:
- fehér, fekete, indián keverék (pardos) – 45,3%;
- fehér (brancos) – 43,4%
- fekete (pretos) – 10,2%;
- indián (indigenous) – 0,6% (körülbelül 225 népcsoport)
- ázsiai (amarelos) – 0,4%;

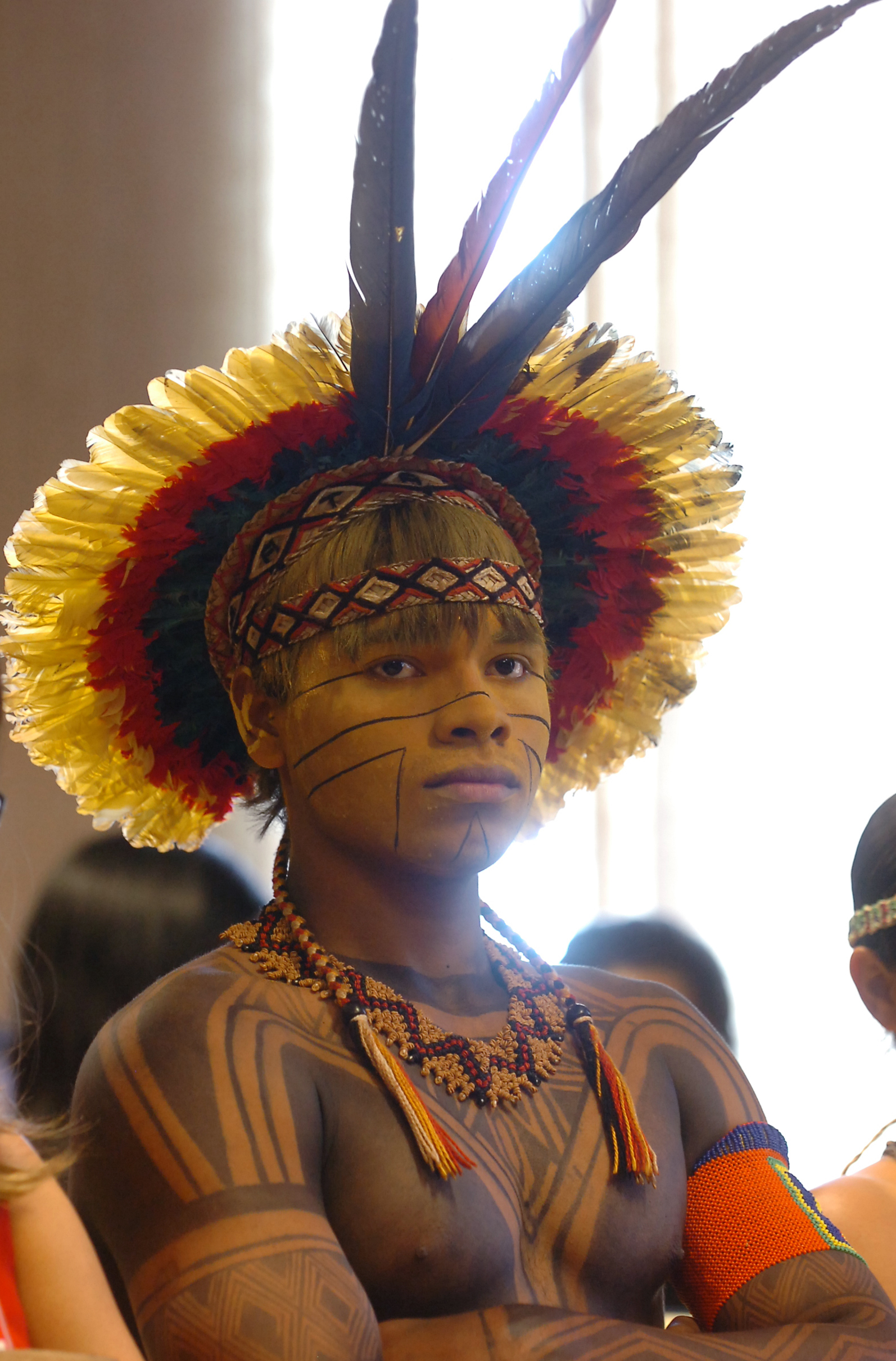
Pataso indián feldíszítve. Brazíliában a lakosság 0,2-0,4%-a indián, akik kb. 225 különböző törzshöz tartoznak

Brazília lakossága rendkívül sokrétű és kevert. A lakosság több mint 180 színárnyalatot ismer, ez nem azt jelenti, hogy ennyi szín létezik, hanem ismeretes a különböző keverékeknél, hogy kiben hányad rész indián, fekete stb. van. Igazából csak becslésekre hagyatkozhatunk, a pontos arányokat senki sem ismeri.
Fajgyűlölet nincs, azonban a fekete bőrűek általában a társadalom alsó szegmensében helyezkednek el. A portugál hódítás előtt 5 millió indián élt itt, akik 1000 törzset alkottak. Ma már csak a lakosság elenyésző része indián, akik kb. 225 különböző népcsoporthoz tartoznak. Például a tikunákhoz, akik a legveszélyeztetettebb népcsoport a világon. Ezenkívül ismertek még a janomamik, a tukanok, az asaningák, patasók, xavanték, tupik, guaranik, tupinambák, caraibasok stb.
A fehérek és indiánok utódai a meszticek, arányuk kb. 12%. A mulattok fekete-fehér keverékek, arányuk 22 és 50% között mozoghat. Az afrikai rabszolgák utódai acafuzók, aránya kb. 8%. Ezenkívül még 3% zambó, fekete-indián keverék is van.
A fehérek nagy része a portugál hódítók, az olasz és spanyol bevándorlók leszármazottai. Ezen csoporton belül van még jelentősebb német, holland, ukrán, osztrák. Itt él Dél-Amerika legnagyobb magyar közössége is. Az ázsiaiak jó része japán, arab, török és kínai. Délkeleten főleg fehérekkel találkozhatunk, ezenkívül sok itt a fekete és a mulatt is. Északkelet a színesek hazája, rengeteg a mulatt és a fekete. Északon jobbára meszticek, fehérek élnek, itt él az indiánok zöme. Az ország közepe vegyes etnikumú. Délen fehér többség és mesztic kisebbség él leginkább.

#### Nyelvi megoszlás
Hivatalos nyelv a portugál brazil változata (português brasileiro), a legtöbb iskola és a média elsődleges nyelve. A brazíliai portugálnak megvolt a maga fejlődése, amelyet más európai nyelvek, például az olasz és a német, valamint számos bennszülött nyelv befolyásoltak.
Emiatt a brazil portugál jelentősen eltér az európai portugáltól és a portugál nyelvű országok dialektusaitól, noha kölcsönösen megértik egymást.
A portugál mellett az országban számos kisebbségi nyelv is létezik, köztük az őslakos nyelvek, valamint az európai és ázsiai bevándorlók nyelvei, főleg az olasz, a német és a japán.
A honos nyelvek száma 195, köztük a guarani és a janomami a legfontosabb. Sok bevándorló él az országban, akik többféle nyelven beszélnek, a magyarság száma a 2000-es évek elején kb. 60 ezer fő.

#### Vallás

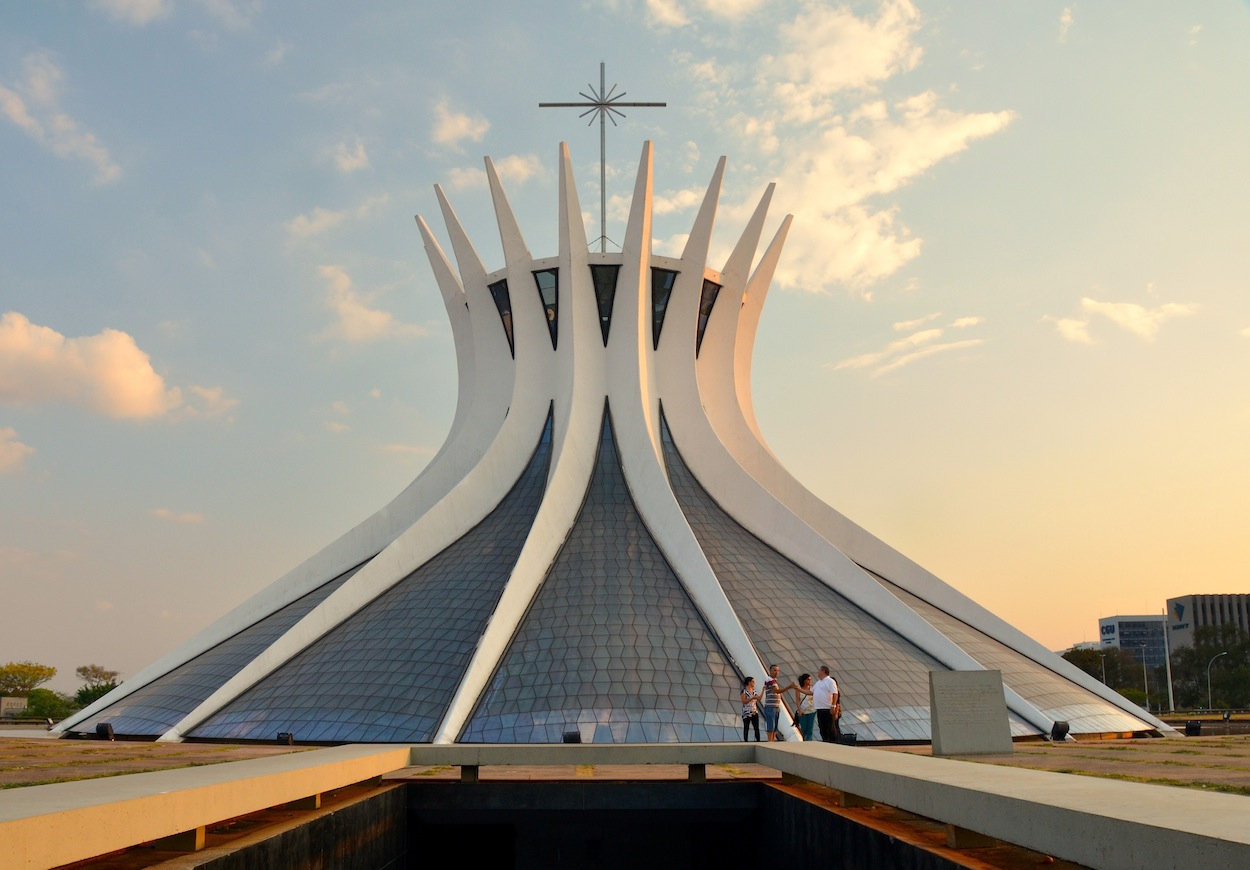
A brazíliavárosi székesegyház
(Catedral Metropolitana de Brasília)

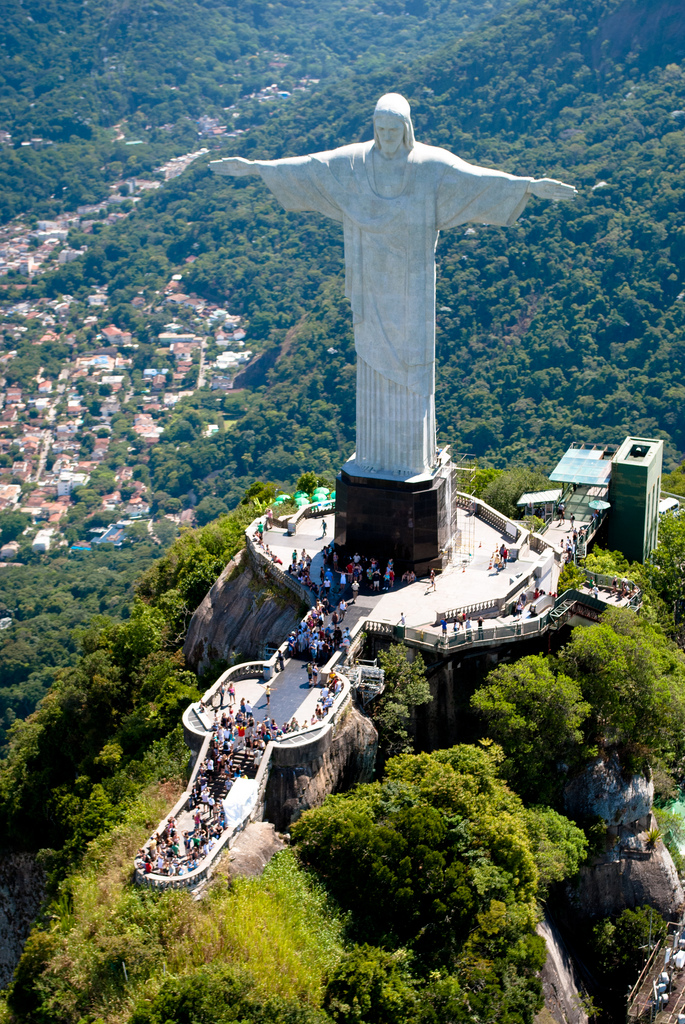
A Megváltó Krisztus szobra

Brazília vallási összetétele a 2020 táján:
- kb. 50% – római katolikus
- 31% – protestáns (főleg pünkösdi, baptista, adventista, lutheránus, kálvinista, anglikán);
- 10-11% – felekezeten kívüli, agnosztikus, ateista;
- kb. 3% – spiritiszta;
- kb. 2% – afrikai eredetű vallások (candomblé, umbanda);
- 2-3% – más vallások (Jehova tanúi, Utolsó Napok Szentjei, buddhista, zsidó, iszlám stb.).

A hatalmas dél-amerikai ország a világ egyik legnagyobb katolikus lélekszámú állama, de a katolikusok aránya a népességen belül erősen csökken.
2020-ban a népesség már csak kb. 50%-a tartja magát katolikusnak, szemben az 1970-es 90%-kal.
A brazil katolicizmus legfontosabb jellemzői: az egyház jelentős társadalmi szerepvállalása (amely olykor a túlzásokba hajló felszabadítási teológia formájában is megnyilvánul), a súlyos paphiány, ám ezzel párhuzamosan jellemző a laikusok hatékony bevonása is az egyházi ügyek intézésébe. Jelentős a katolikus karizmatikusok arányszáma, léteznek független brazil katolikus egyházak is.
Az ország vallási térképét meghatározza, hogy a mindinkább terjedő vallási közömbösség mellett egyre inkább teret hódítanak a különféle karizmatikus felekezetek és a helyi vagy szinkretista vallások. 
A brazil alkotmány szerint a vallásszabadság minden, a közrendet és közbiztonságot nem veszélyeztető egyházat és felekezetet megilleti.

## Gazdasága

### Általános adatok

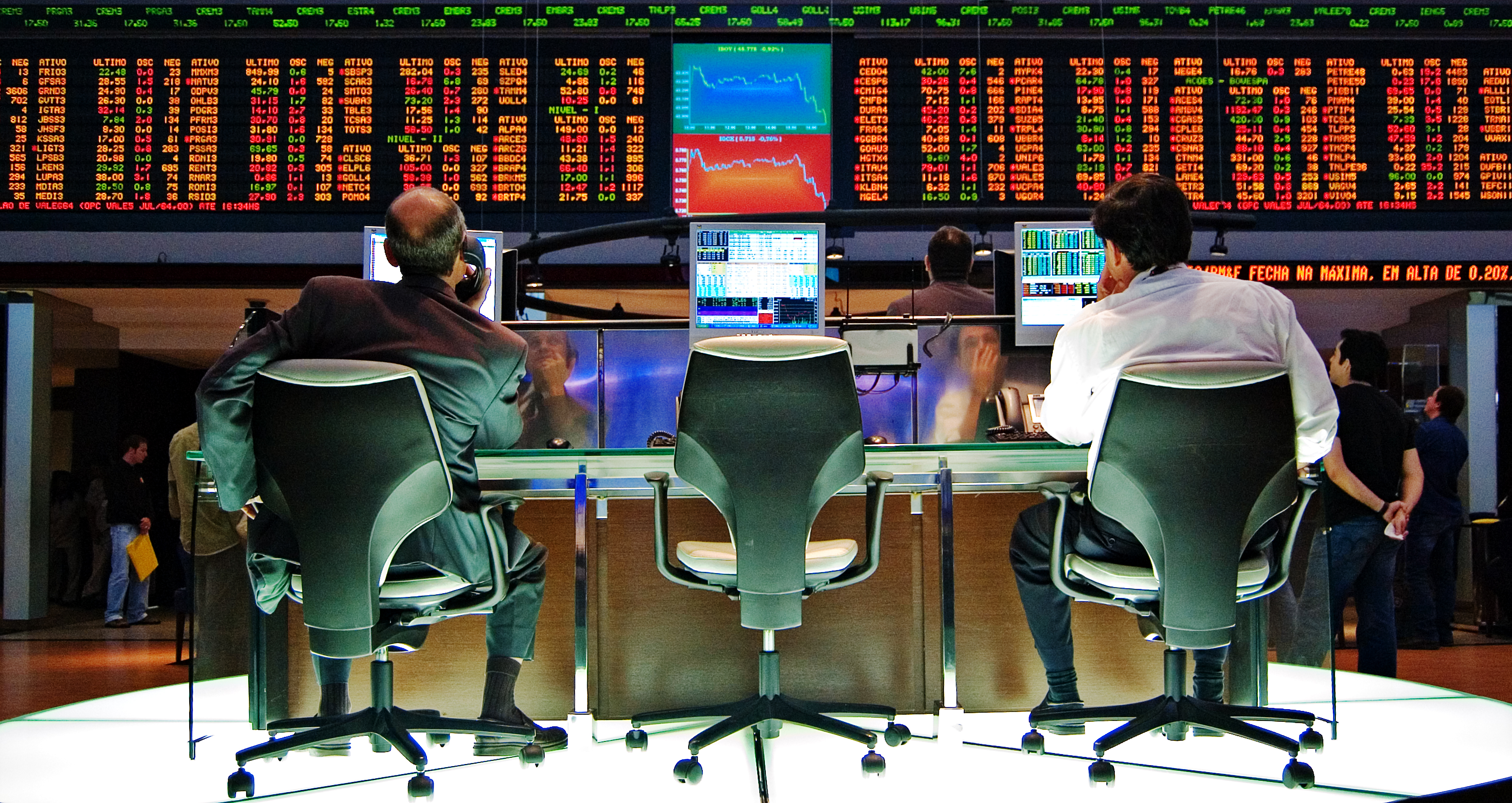
Bovespa, a São Pauló-i tőzsde

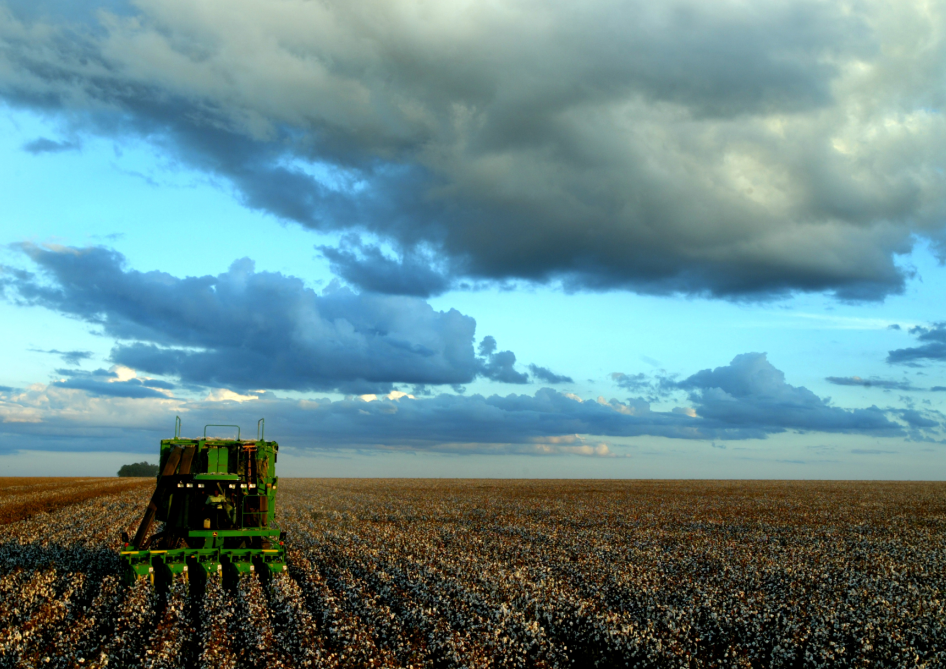
Egy gyapotszedőgép munkában egy ültetvényen

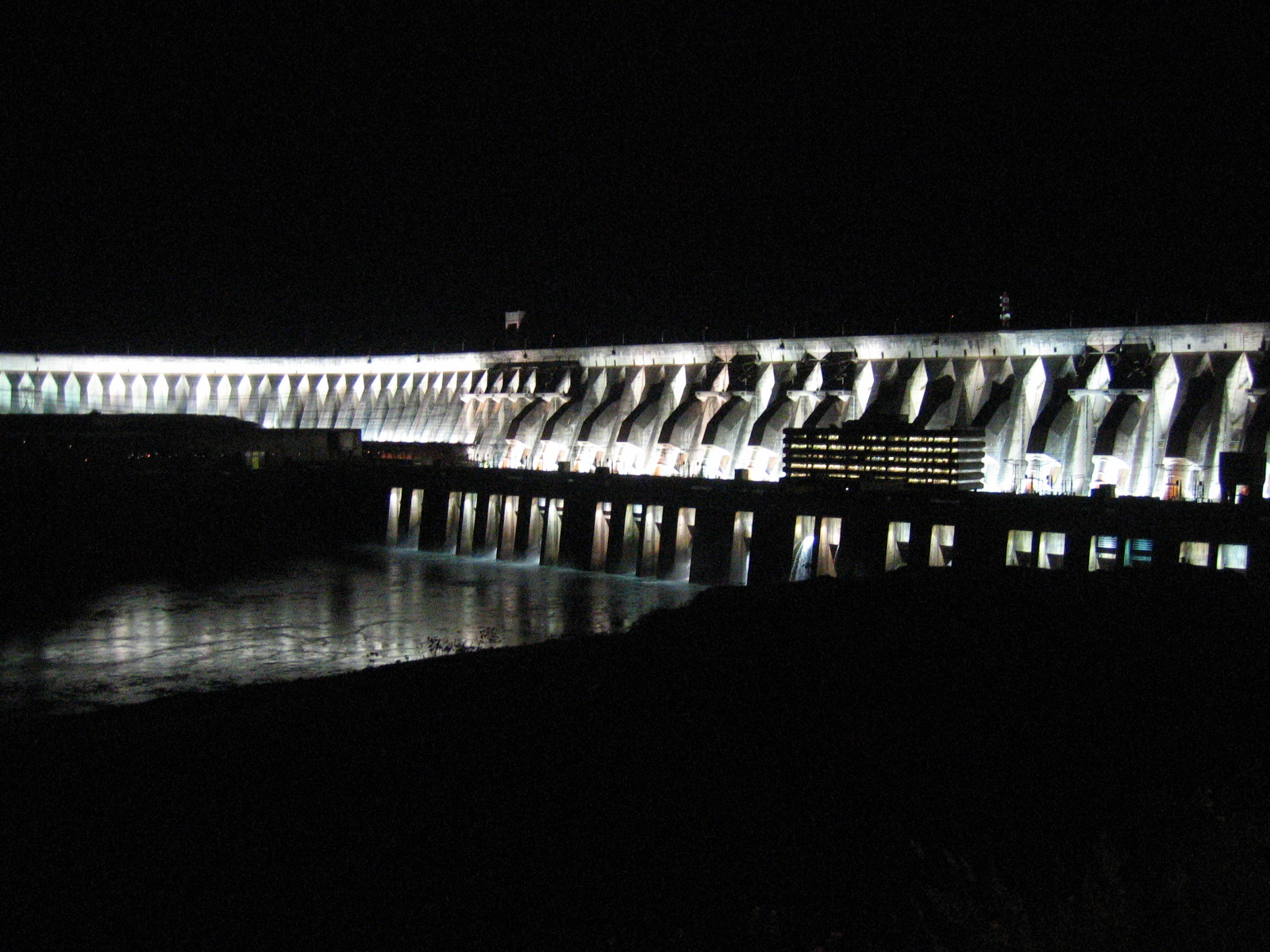
Itaipu gát, a második legnagyobb vízerőmű a világon

Gazdasága: ipari agrárország. Gazdasága történelmileg a legnagyobb Latin-Amerikában és  nominálisan a déli féltekén is, míg az amerikai kontinensen a második legnagyobb. 2022-ben a Nemzetközi Valutaalap (IMF) szerint a világon Brazília rendelkezik a 9. legnagyobb bruttó hazai termékkel (GDP) és a 8. legnagyobb vásárlóerő-paritással.
Ebben az országban a szegények és a gazdagok közötti különbség ugyanakkor óriási, ami nemcsak a jövedelemkülönbségben, hanem a vagyon elosztásban is megnyilvánul. A földek 80%-a a lakosság 5%-nak kezében van.
A milliárdosok számát tekintve 2023-ban a világ 9. helyére sorolták.
Brazília különböző gazdasági szervezetek tagja, mint például a Mercosur, a Prosur, a G8+5, a G20, a WTO, a Párizsi Klub, a Cairns Group, az OECD és a BRICS tagja lett.
A Mercosurt 1991-ben hozták létre. Ekkor írta alá Brazília, Argentína, Paraguay és Uruguay az Asuncióni Szerződést. 1995. január elsejével a regionális blokk vámunióvá és szabadkereskedelmi térséggé vált azzal a céllal, hogy később megvalósuljon a tőke, munkaerő és szolgáltatások szabad áramlása.

### Gazdasági adatok
Az ország gazdasági adatai 2012-2018 között:
| Év   | GDP (milliárd US$ PPP) | GDP per fő (US$ PPP) | GDP növekedés (reál) | Infláció | Munkanélküliség | Államadósság (GDP %-ban) |
| ---- | ---------------------- | -------------------- | -------------------- | -------- | --------------- | ------------------------ |
| 2012 | 3,088.1                | 15,499               | 1.9 %                | 5.4 %    | 7.4 %           | 62.2 %                   |
| 2013 | 3,232.4                | 16,079               | 3.0 %                | 6.2 %    | 7.2 %           | 60.2 %                   |
| 2014 | 3,307.2                | 16,309               | 0.5 %                | 6.3 %    | 6.8 %           | 62.3 %                   |
| 2015 | 3,224.3                | 15,769               | −3.6 %               | 9.0 %    | 8.3 %           | 72.6 %                   |
| 2016 | 3,152.2                | 15,295               | −3.5 %               | 8.7 %    | 11.3 %          | 78.4 %                   |
| 2017 | 3,250.1                | 15,715               | 1.1 %                | 3.4 %    | 12.8 %          | 84.1 %                   |
| 2018 | 3,366.4                | 16,146               | 1.1 %                | 3.7 %    | 12.2 %          | 87.9 %                   |

### Gazdasági ágazatok

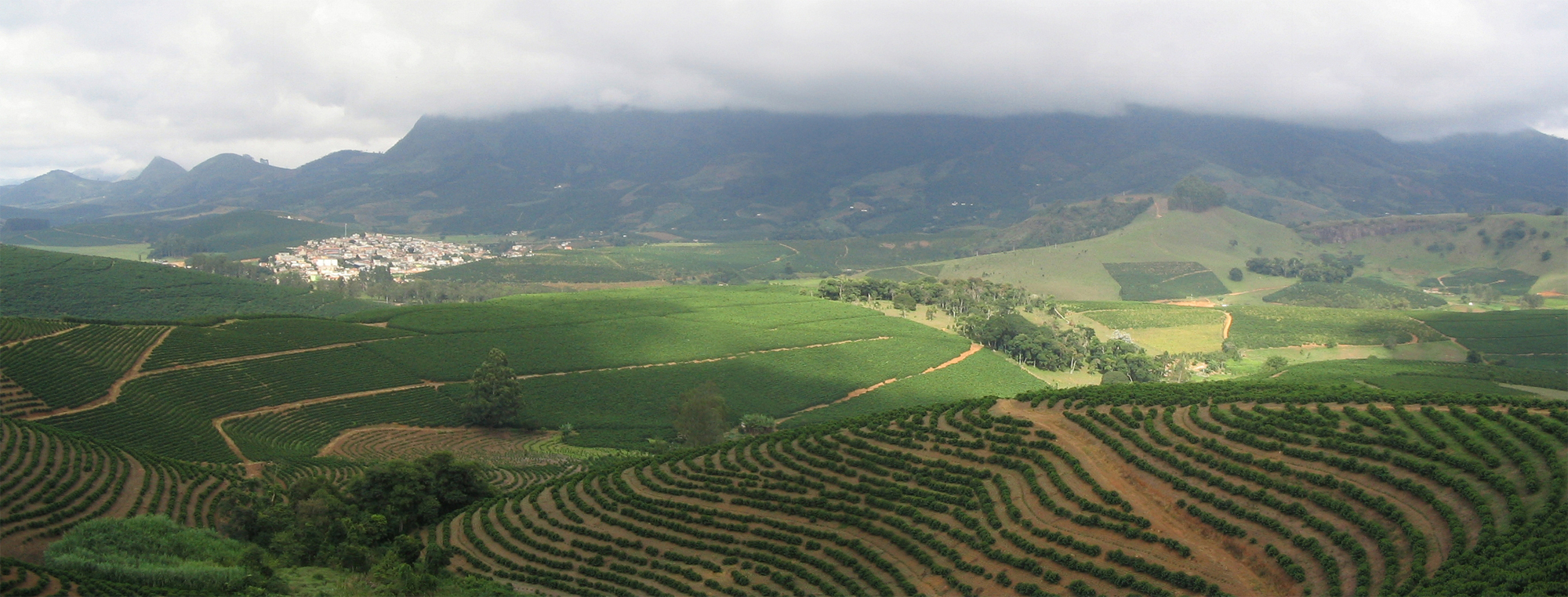
Kávéültetvény a magasból

#### Mezőgazdaság
Brazília a világon a legnagyobb kávé-, cukornád-, narancs- és banántermelő. Szója, kakaó és marhahús termelésben Brazília a második helyen áll, valamint a negyedik legnagyobb dohánytermelő. Nemzetközi viszonylatban Brazília a legnagyobb szója, marhahús, valamint csirkehús exportőr. 2003-ban Brazília agrárkereskedelme elérte a brazil GDP 33,8%-át. A brazil gabonatermés mennyiségét a 2003/2004-as évben több, mint 120 millió tonnára becsülik (forrás: Mezőgazdasági Minisztérium, 2004).
Brazília szarvasmarha-tenyésztése 171 millió fő, míg sertéstenyésztése 30 millió fő.

#### Ipar
A brazil ipar alapja a gazdag ásványkincs-vagyon és energiakészlet. Brazília áram-termelésének a 4/5-e vízerőművekben történik. A Paraná folyón és mellékfolyóin számos vízerőmű épült, a legnagyobb az Itaipu (12 600 MW).
A brazil ipari háromszög
Latin-Amerikában a feldolgozóipar 1/3-a három nagyvárosban összpontosul: São Paulo, Buenos Aires, Mexikóváros. A feldolgozóipar vezető ága a textil- és élelmiszeripar, de az országban a nehézipar is kibontakozott. Vaskohászat a Minas Gerais-i vasércre települten: Volta Redonda, Belo Horizonte, São Paulo ipari háromszögéhez kötődik. Itt a kohászatra települt gépgyártást is létrehozták. Itt elsősorban külföldi cégek által létesített autóalkatrészeket összeszerelő nagyüzemek, autógyárak jöttek létre: São Paulóban a Volkswagen, a Ford, a General Motors és a Daimler–Chrysler, Rio de Janeiróban és a Belo Horizontében FIAT képviselteti magát. Repülőgépgyártással São Paulóban és Rio de Janeiróban foglalkoznak, míg hajóépítéssel: Rio de Janeiróban. A színesfémkohászat a bauxitra, illetve rézre települten, főleg az alumíniumkohászatot öleli fel: Belo Horizontében és Santosban. A kőolajfinomítás: Rio de Janeiróban és Santosban összpontosul. Textilipar, élelmiszeripar: szinte mindenhol megtalálható. Számítógépgyártás: Belo Horizontéban van.

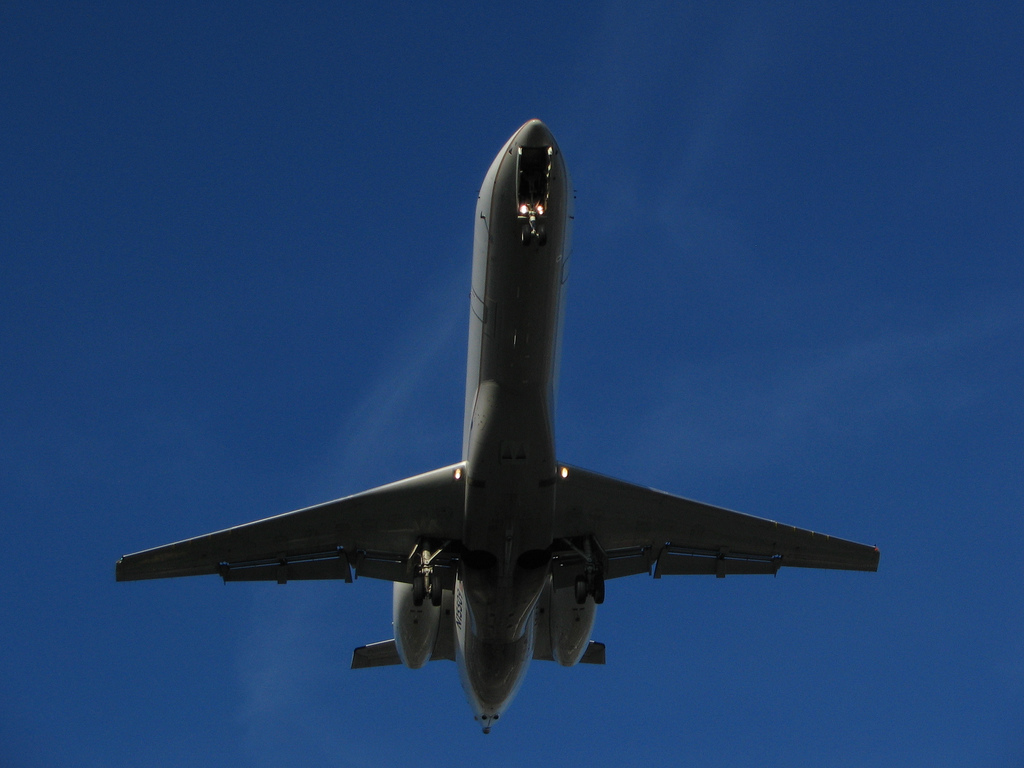
Egy Embraer ERJ-135 típusú brazil gyártmányú áruszállító repülőgép

#### Kereskedelem
A déli földrészen Brazília külkereskedelme a legnagyobb mind értékben, mind volumenben. A három legjelentősebb brazil exportcikk-csoport az alábbi:
Nyersanyagok: kávébab, vas, szójakorpa, darált hús, szójabab, dohánylevelek, friss hús, kukorica, jukka, szizálkender stb.
Félkész termékek: nyerscukor, alumínium, cellulóz, félkész vas és acél, olaj, kakaóvaj, fenyőfa, elektromos berendezések, instant kávé, feldolgozott hús, szójababolaj stb.
Feldolgozott termékek: narancslé, cipő, repülőgép, autó, autóalkatrészek, finomított cukor, pumpák és kompresszorok, mezőgazdasági berendezések, motorok, generátorok és transzformátorok, buszok, gumik stb.
Főbb külkereskedelmi partnerek 2017-ben:
- Export:  Kína 21,8%,  USA 12,5%,  Argentína 8,1%, Hollandia 4,3%
- Import:  Kína 18,1%,  USA 16,7%, Argentína 6,3%, Németország 6,1%

A kelet-közép-európai piacokra irányuló brazil export összege 2003-ban az összexport 3%-a. Az ebből a térségből származó import elérte az 1,1 milliárd USD-t (FOB), azaz az összimport 2,28%-át.

## Közlekedés

Fő utak és útszámozások (2021)

### Közút
A brazil úthálózat (Sistema Nacional de Rodovias) 2010 után összesen csaknem 2 millió kilométernyi hosszú, amelyből körülbelül 200 ezer km burkolt.

#### Autóbusz
A városi közlekedésre jellemző tömegközlekedési eszköz a busz. Kétféle buszjárat van: a helyi buszok és a turisták számára üzemeltetett járatok. Ez utóbbiak ugyanazon az útvonalon közlekednek, mint a helyi járatok. A helyi járatok többsége meglehetősen zsúfolt. 

#### Taxi
A legmegbízhatóbb közlekedési eszköz a taxi. A nagyvárosokban éjjel-nappal könnyen található. A viteldíjat a taxióra mutatja, de hosszabb városnézés esetén előre is meg lehet egyezni a szolgáltatás díjában. A taxisofőrök ritkán beszélnek angolul vagy bármely más nyelven a portugálon kívül. Mindig jó ötlet a taxisofőrnek egy papíron odanyújtani a címet, ahová menni szeretnénk. Taxit érdemes a szállodából hivatni, így biztonságosabb.

### Vasút
- Vasútvonalak hossza: 30 345 km

### Vízi közlekedés
Fő kikötők:
- Atlanti-óceán: Fortaleza, Ilheus, Imbituba, Itajaí, Natal, Paranaguá, Porto Alegre, Recife, Rio de Janeiro, Rio Grande, Salvador, Santos, São Francisco do Sul, São Sebastião, Vitória;
- Amazonas: Belém, Manaus.

### Légi közlekedés
A repülőterek száma: 665. 2013-ban a világon Brazíliának volt a hatodik legnagyobb légi utasszállító piaca.
A legtöbb nemzetközi járat São Paulo-Guarulhos és Rio de Janeiro-Galeão repülőterére érkezik. Ezeken kívül a főbb nemzetközi repülőterek még: Belo Horizonte, Brazíliaváros, Recife, Natal, illetve a közelmúltban Fortaleza is elkezdte fogadni a nemzetközi járatokat.

## Telekommunikáció
| Hívójel prefix | PP-PY, ZV-ZZ |
| ITU zóna       | 12, 13, 15   |
| CQ zóna        | 11           |

## Kultúra
A portugálok, akik először léptek Brazília földjére a 16. században, magukkal hozták az európai kultúrát. Természetesen ez a kultúra keveredett a helyi őslakosság kézművességével, zenéjével, szokásaival. A brazil kultúra több mint egyszerű keveréke a fehérek, feketék és az indiánok kultúrájának. Ez a három kultúra befészkeli magát a brazil életérzésbe és a brazilok viselkedésébe. Ma már nem lehet megkülönböztetni a három forrást. A népművészetük a leggazdagabb a földrészen. Például a kerámia tárgyak színeikben, használhatóságukban eltérnek országrészenként.
Meg kell említenünk a brazil karneválokat is. Ezek közül a leghíresebb a riói, ahol a háromnapos ünnepen a különböző szamba-iskolák tagjai vonulnak az utcákra, vonzva a turisták millióit. Az ország többi városában is látványos ünnepségeket tartanak, de ezek nem vetélkedhetnek a rióival.

## Turizmus
A turizmusból (pl. riói karnevál, tengerpart, élővilág) jelentős bevételei vannak.

### Főbb látnivalók

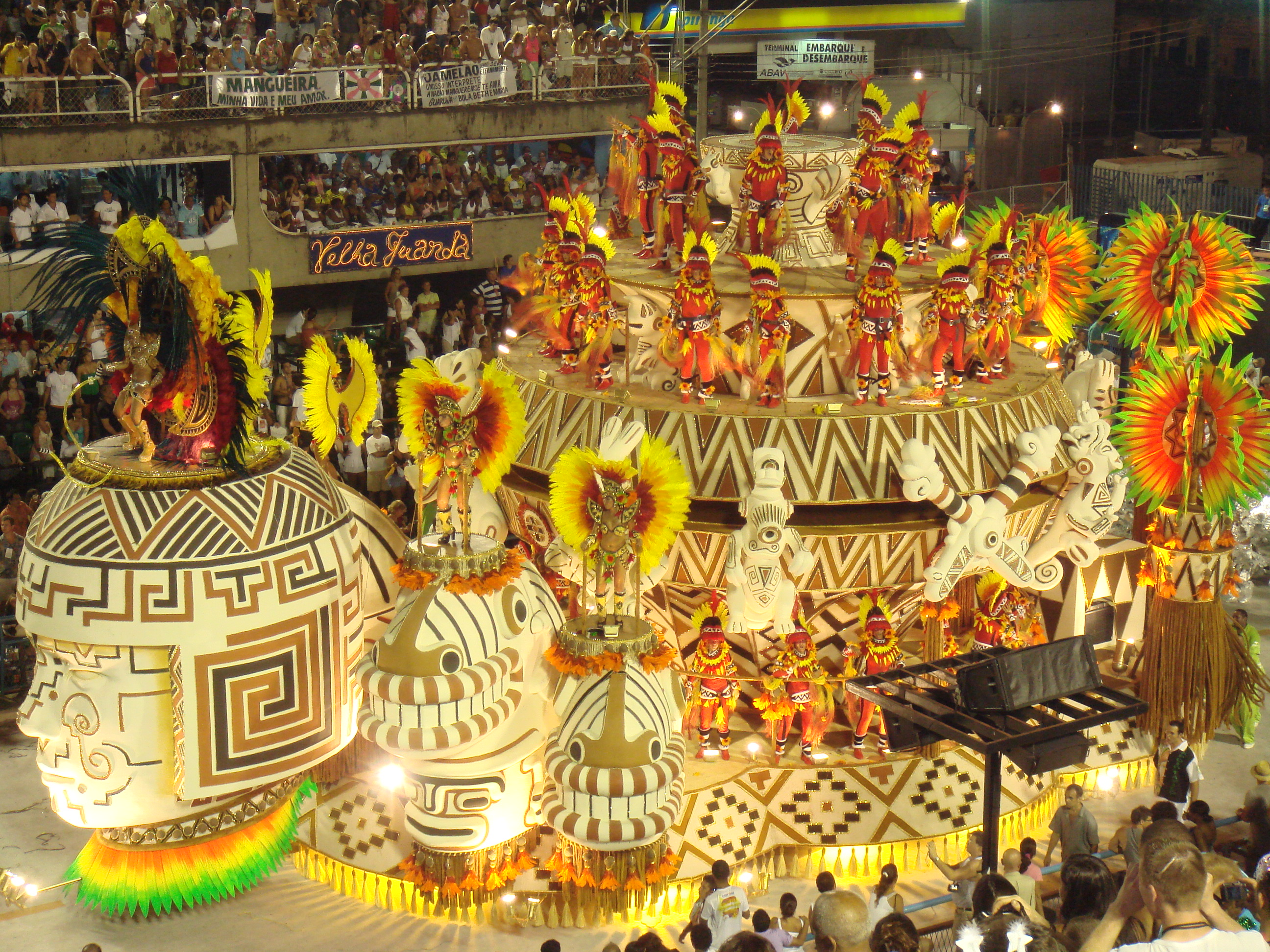
Egy kép a riói karneválról

- Rio de Janeiro: A riói karnevál az ország legnagyobb eseménye, amely emberek százezreit vonzza a világ minden tájáról. Négy napig tartanak a programok.
- São Paulo: Teatro Municipal-barokk stílusú, Edificio Copan, Patío do Colégio.
- Amazonas-medence: Gazdag élővilág.
- Salvador da Bahia: A salvadori karnevál a második legnagyobb karnevál az országban. Museu Afro-Brasileira, Elevador Lacerda.
- Brazíliaváros:
- Iguaçu-vízesés: Brazília, Argentína és Paraguay határán található. A vízesések kb. 80 méter magasak.

### Oltások
- Hastífusz
- Hepatitis A (magas a fertőzés kockázata)
- Hepatitis B (az északi országrészen magas, a déli országrészen közepes a fertőzésveszély)
- Sárgaláz (a déli és nyugati országrészeken)
- Veszettség

Malária elleni gyógyszer. Az Amazonas vidékén nagy a kockázata a fertőzésnek, a középső országrészen is van kockázata, de van olyan rész, ahol kicsi az esélye, a déli területek maláriamentesek.
Kötelező oltás, ha fertőzött országból érkezik/országon át utazik valaki:
- Sárgaláz

## Sport

### Labdarúgás

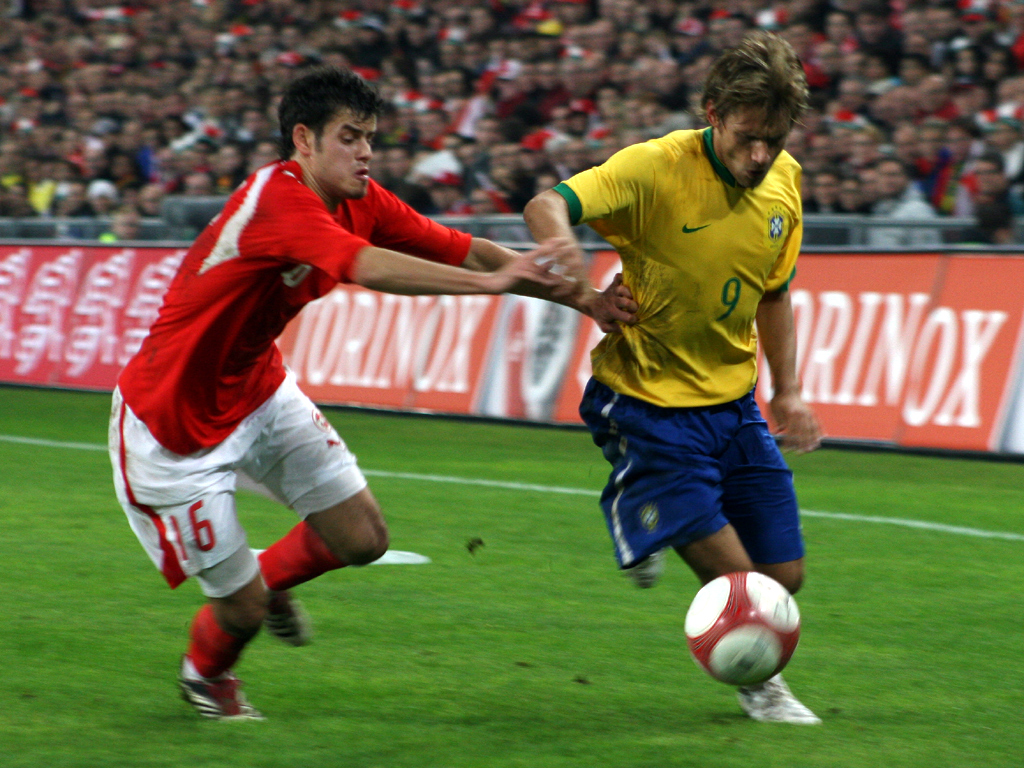
A futball az ország legnépszerűbb sportja

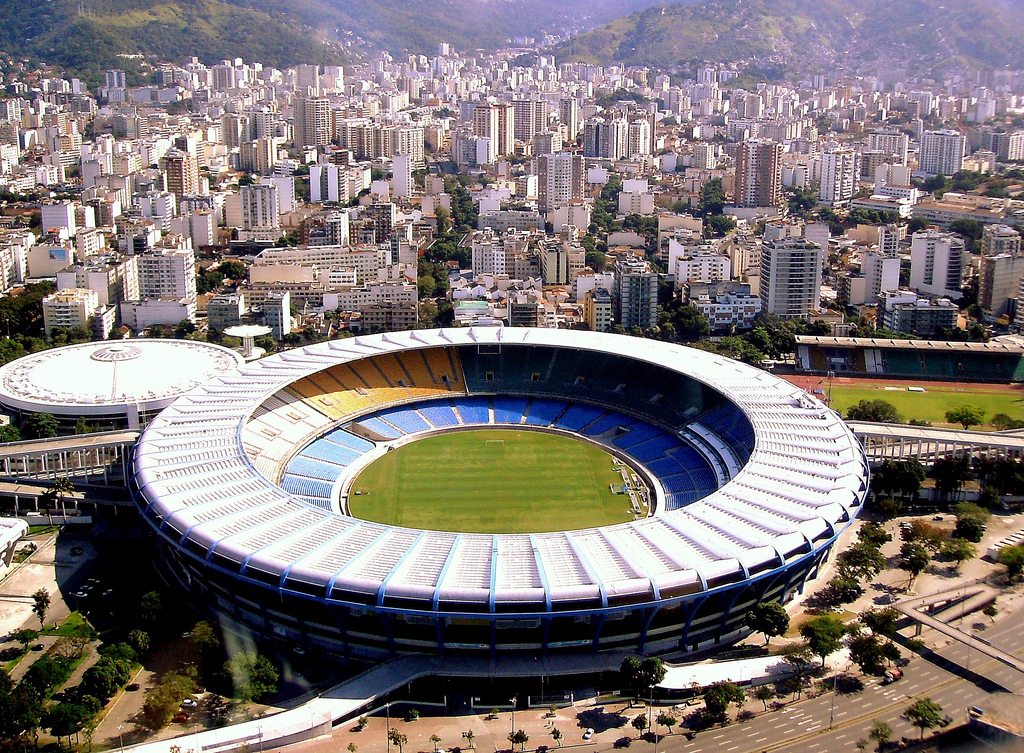
Maracanã Stadion, Rio de Janeiro

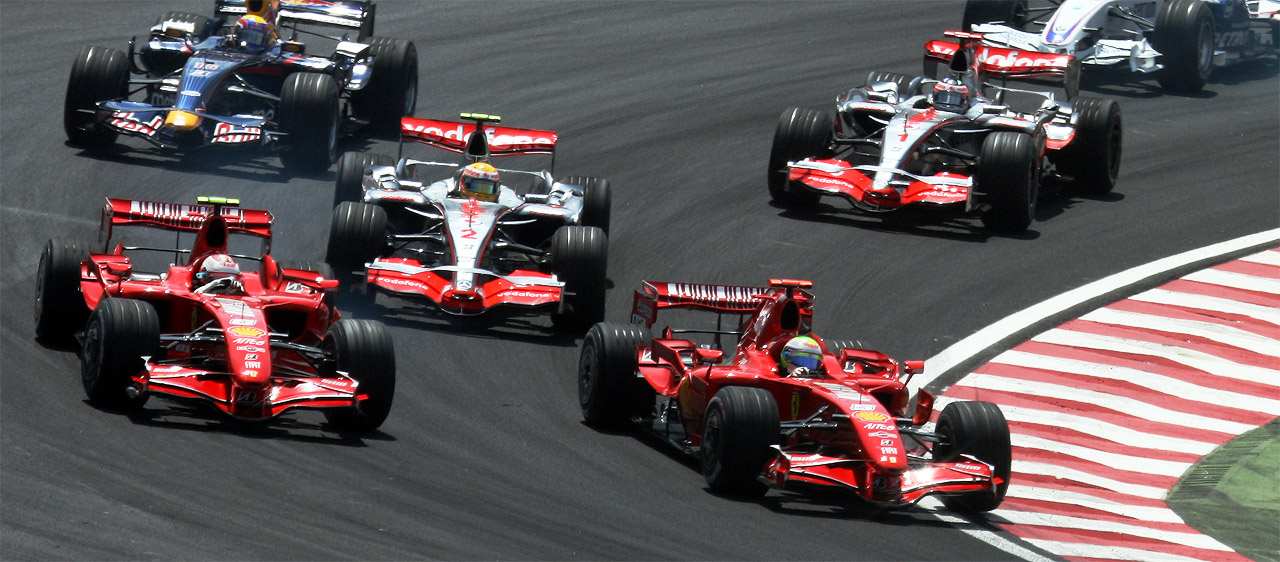
Formula–1 brazil nagydíj

A Brazil labdarúgó-válogatottat a világ egyik legsikeresebb labdarúgó-válogatottjaként tartják számon.
- Világbajnoki címek:
  - 1958, 1962, 1970, 1994, 2002
- Copa América győzelmek:
  - 1919, 1922, 1949, 1989, 1997, 1999, 2004, 2007
- Konföderációs kupán elért győzelmek:
  - 1997, 2005, 2009, 2013
- Olimpiai eredmények:
  - Arany: 2016
  - Ezüst: 1984, 1988
  - Bronz: 1996, 2012

Brazília rendezte a 2013-as konföderációs kupát és a 2014-es labdarúgó-világbajnokságot.

### Formula–1
Brazília a Formula–1 2014-es versenysorozata végéig összesen 42 világbajnoki futamot rendezett. Eddig összesen 30 brazil pilóta szerepelt a Formula–1-ben, közülük hárman nyertek világbajnokságot:
- Emerson Fittipaldi: 1972-ben és 1974-ben,
- Nelson Piquet: 1981-ben, 1983-ban és 1987-ben,
- Ayrton Senna: 1988-ban, 1990-ben és 1991-ben.

Ezidáig Ayrton Senna volt az utolsó brazíliai Formula–1-es pilóta, aki nagydíjhétvégén veszítette életét (1994. május 1., Imola).
A 2009-es versenyidényben a brazil pilóták közül Felipe Massa (Ferrari) a magyar nagydíj időmérő edzésén súlyos fejsérülést szenvedett, mely után kénytelen volt kihagyni a hátralévő futamokat. 2010-ben visszatért a Ferrarihoz a kétszeres világbajnok spanyol Fernando Alonso mellé, 2014-től pedig a Williamsnél versenyez a finn Valtteri Bottas csapattársaként. Szintén 2009-ben Nelson Piquet Jr.-t (a háromszoros világbajnok Nelson Piquet fia) a magyar nagydíj után menesztette a Renault istálló, akiket aztán a pilóta feladott a 2008-as szingapúri Crash-gate botrány néven elhíresült ügyben. Rubens Barrichello (Brawn GP) a 3. helyen zárt és a sportág legtöbb futamát teljesítő tagja lett.
A 2010-es szezonban a királykategóriában a HRT színeiben debütált a brazil háromszoros világbajnok Ayrton Senna unokaöccse, Bruno Senna, 2015-ben pedig Felipe Nasr csatlakozott a mezőnyhöz a Sauber színeiben.

### Olimpia
Brazília az olimpiai játékokon 2012-ig 23 arany, 30 ezüst és 55 bronzérmet nyert. A legnépszerűbb sport a vitorlázás a brazil sportolók körében. 2016-ban Rio de Janeiro rendezte az olimpiai játékokat.

## Nemzeti ünnepek[60]
- Január 1. – Újév (Ano Novo)
- Április 21. – Tiradentes (Dia de Tiradentes) – Joaquim José da Silvá-nak az 1792-ben Minas Gerais-ban kitört függetlenségi mozgalom mártírjának napja.
- Május 1. – A munka ünnepe (Dia do Trabalhador / Dia do Trabalho)
- Szeptember 7. - Nemzeti ünnep - a függetlenség napja (Dia da Independência) – 1822, Brazília felszabadulása a portugál gyarmatosítás alól.
- Október 12. – az Aparecida-i Miasszonyunk, (Nossa Senhora Aparecida) – Brazília védőszentjének napja.
- November 2. – Halottak napja (Dia de Finados)
- November 15. – A köztársaság kikiáltásának napja (Proclamação da República) – 1889
- December 25. – Karácsony (Natal)

Évenként változó, a húsvéttól függő munkaszüneti napok:
- Nagypéntek
- Úrnapja (Corpus Christi)

Egyéb:
- Karnevál